# 結婚式

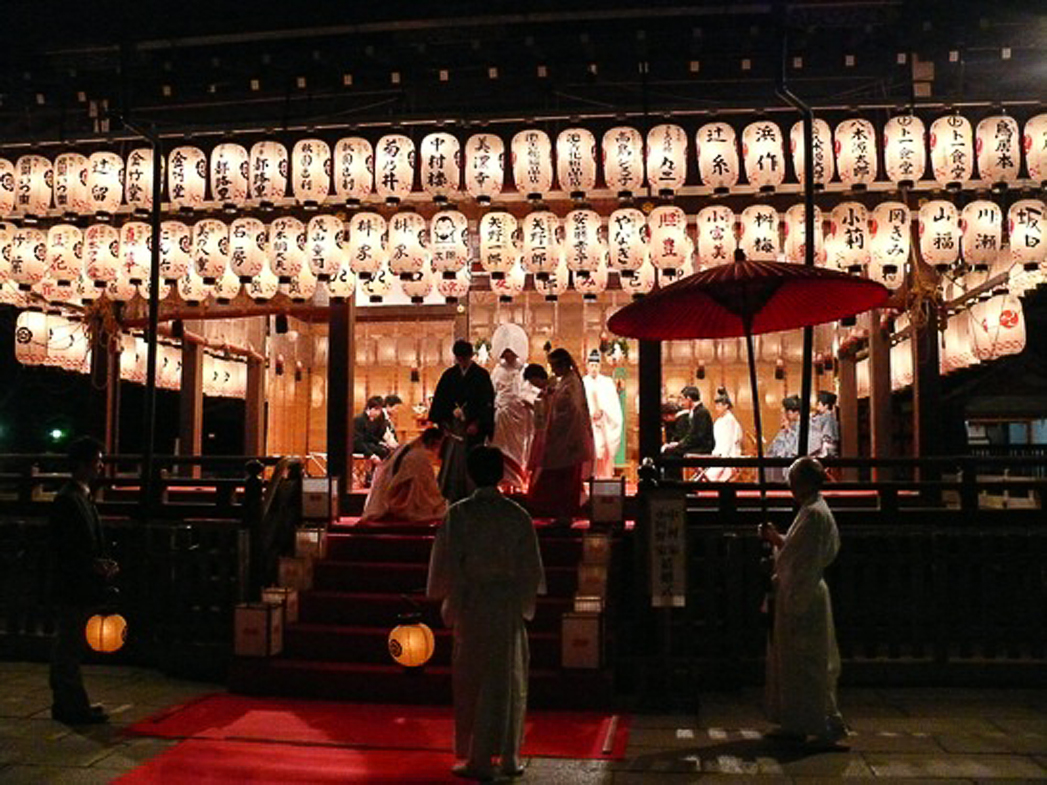
日本の結婚式

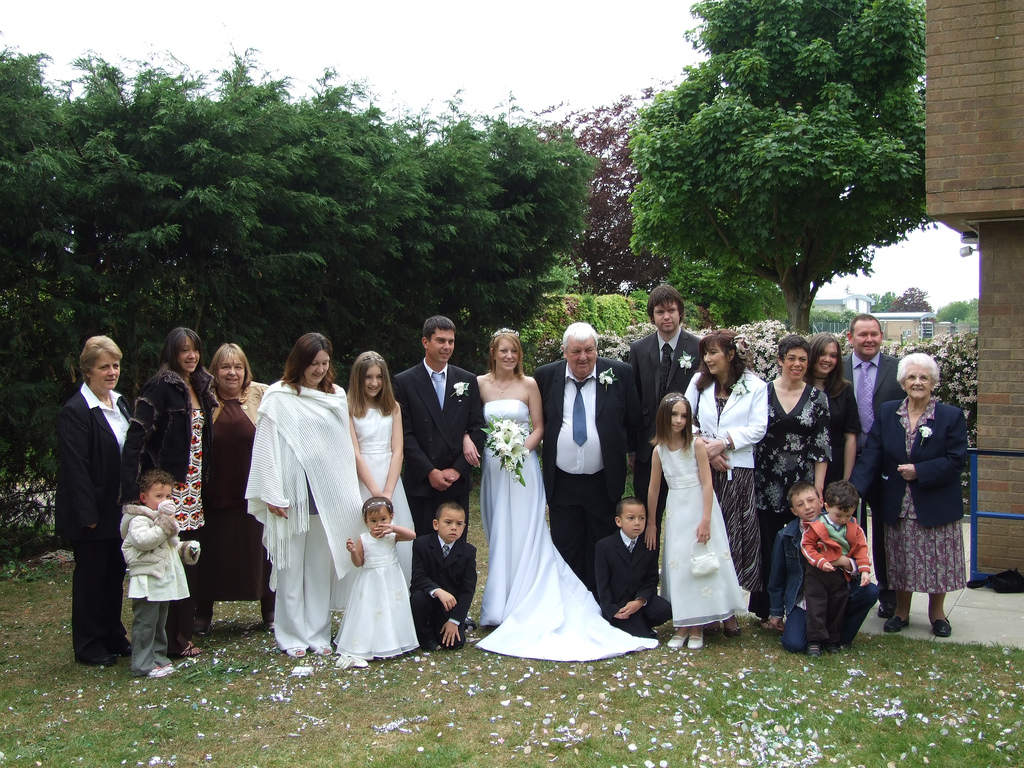
西洋の結婚式 (エセックス、イギリス)

結婚式（けっこんしき、英語: wedding）とは、婚姻を成立させるため、もしくは確認するための儀式である。片仮名でウェディング、ウエディングと表記することもある。
結婚式の習慣は古くから世界各地に見られる。地域や民族により様々な様式があり、宗教的なものやそうでないものもあるが、どの場合でも喜びの儀式である。
「儀式としての結婚式」が終了した後の宴会に関しては《結婚披露宴》の項を参照。

## 結婚式が行われる場所

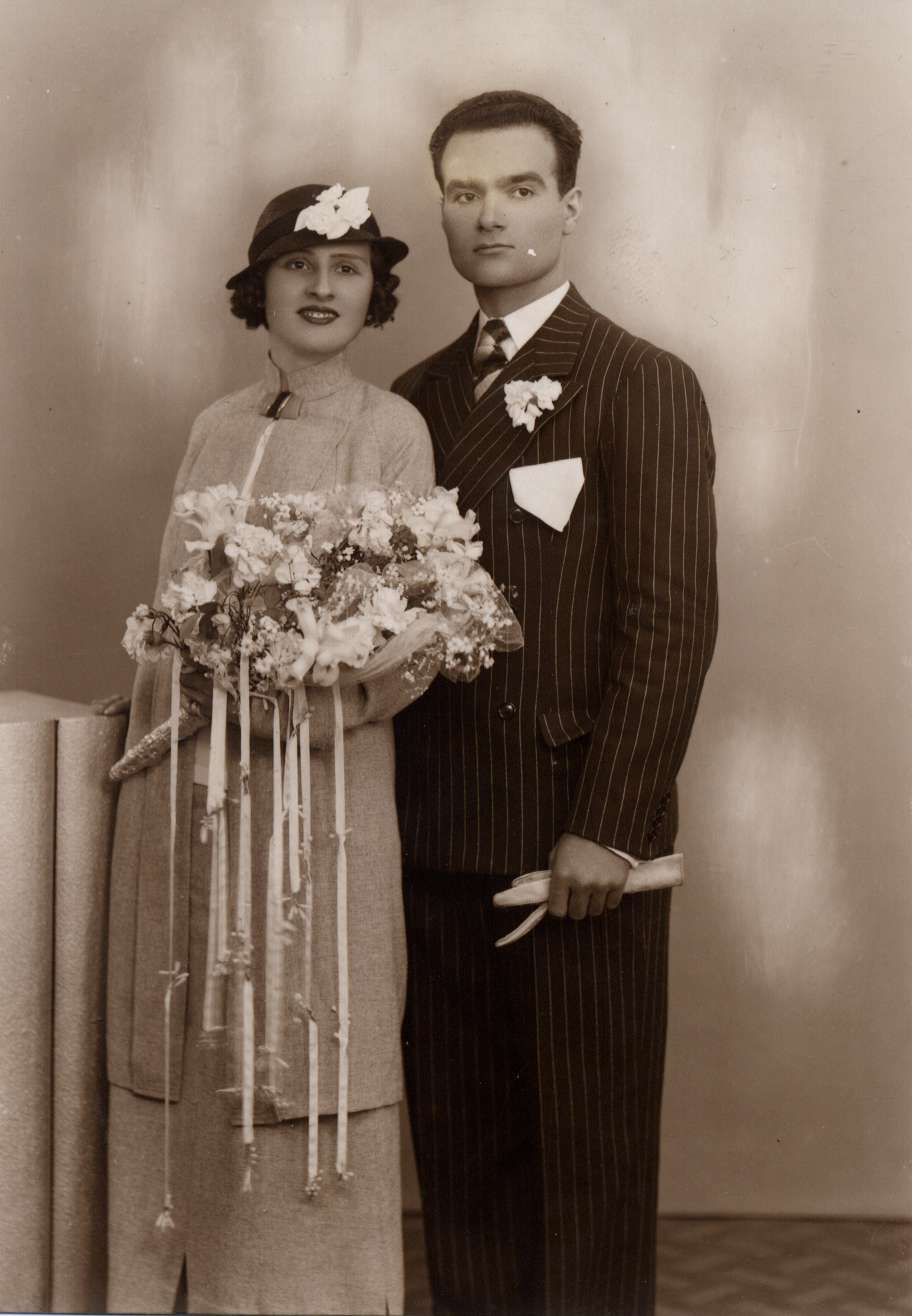
20世紀初頭からのウェディングドレス（1935年）。スペイン・バルセロナ。

宗教的な場で行われるもの、行政的な場で行われるもの、家族の家で行われるもの、商業的な施設で行われるものなどがある。
宗教的な場で行われるもの
新郎新婦の双方もしくはいずれかが信者であって、教会堂、寺院、神社など宗教的な施設において、宗教的な権威を体現する人によって結婚を宣言してもらう形態。世界中で見られる形態。
行政的な場で行われるもの
市庁舎で市長によって結婚の成立を宣言してもらうものなど（フランス、イタリアなどのヨーロッパ諸国やアメリカ合衆国で行われている民事婚）。フランスではmariage civilと呼び、米国ではcivil marriageと呼んでいる。
家族の家で行われるもの
新郎新婦のいずれか（通常は新郎）の自宅や本家の屋敷などに親族や知人を招いて行われる。日本でもかつては極めて一般的な形式であったが、住宅事情の変化もあって、現在一部の地方を除いて行われることはめったにない。
商業的な施設で行われるもの
日本において、結婚式場で行われるものや、レストランなどで行う人前式、客船上の結婚式など、バリエーションがある。

## 日本における結婚式の歴史

### 日本神話の国産み
『古事記』『日本書紀』一書第一などの日本神話における伊邪那岐（）と伊邪那美（）の国生み神生み神話ではオノゴロ島に天の御柱を建て、イザナギが「私と貴方と、この天之御柱を廻って結婚しましょう。貴方は右から廻り、私は左から廻り逢いましょう」という約束をし、出会ったところで「なんとまあ、かわいい娘だろう」「ほんとにまあ、いとしい方ですこと」と呼び合って結ばれたという描写があり、結婚式の起源ともいわれる。
如此應而伊邪那岐又詔 既此,吾倆行繞天之御柱 逢而為婚 伊邪那岐詔約其妹 曰 汝者自右迴逢 吾者自右繞逢 如此依約繞行 方所逢之時 伊邪那美先言 妍哉 汝壯俊男焉 伊邪那岐續言 妍哉 汝麗美人焉—『古事記』
即將巡天柱 約束曰 妹自左巡 吾當右巡 既而分巡相遇 陰神乃先唱曰 妍哉 可愛少男歟 陽神後和之曰 妍哉 可愛少女歟 遂為夫婦—『日本書紀』一書第一

### 平安時代
通い婚の時代での帝（天皇）においては、女御と家族が入った宮中の殿舎に、天皇が三夜しのんだ後発見されたという「露顕（）」（露見）という宴をおこなう。これが現在の披露宴に該当する。民間においても、平安期の結婚は男性が女性の下に三夜続けて通う形式であるが、女性の家ではその間訪れる男性と従者を接待する。3日目には露顕という披露宴が行われ、新郎新婦が披露される。列席者は妻側の関係者のみに限られる。

### 室町時代
和泉流の狂言『舟渡婿』では通い婚が「露見」した後に嫁と舅の家へ鯛などの魚と酒を持参し祝いをするという式を行うことが前提になっている。

### 安土桃山時代
1563年（永禄6年）に来日し、安土桃山時代の日本の記録を残したルイス・フロイスの書簡によれば「日本では結婚式をおこなわない」と記述されている。しかし、この時代も有力な武家の婚礼は盛大に行われた。また、高台寺では当時、下級武士だった豊臣秀吉とねねの結婚について「土間に藁を引き、その上に薄い敷物を敷いただけのささやかな祝言」を挙げたという記録が残るなど、当然この時代においても身分によらず婚姻に際しての儀式、すなわち結婚式は行われていた。

### 江戸時代から明治

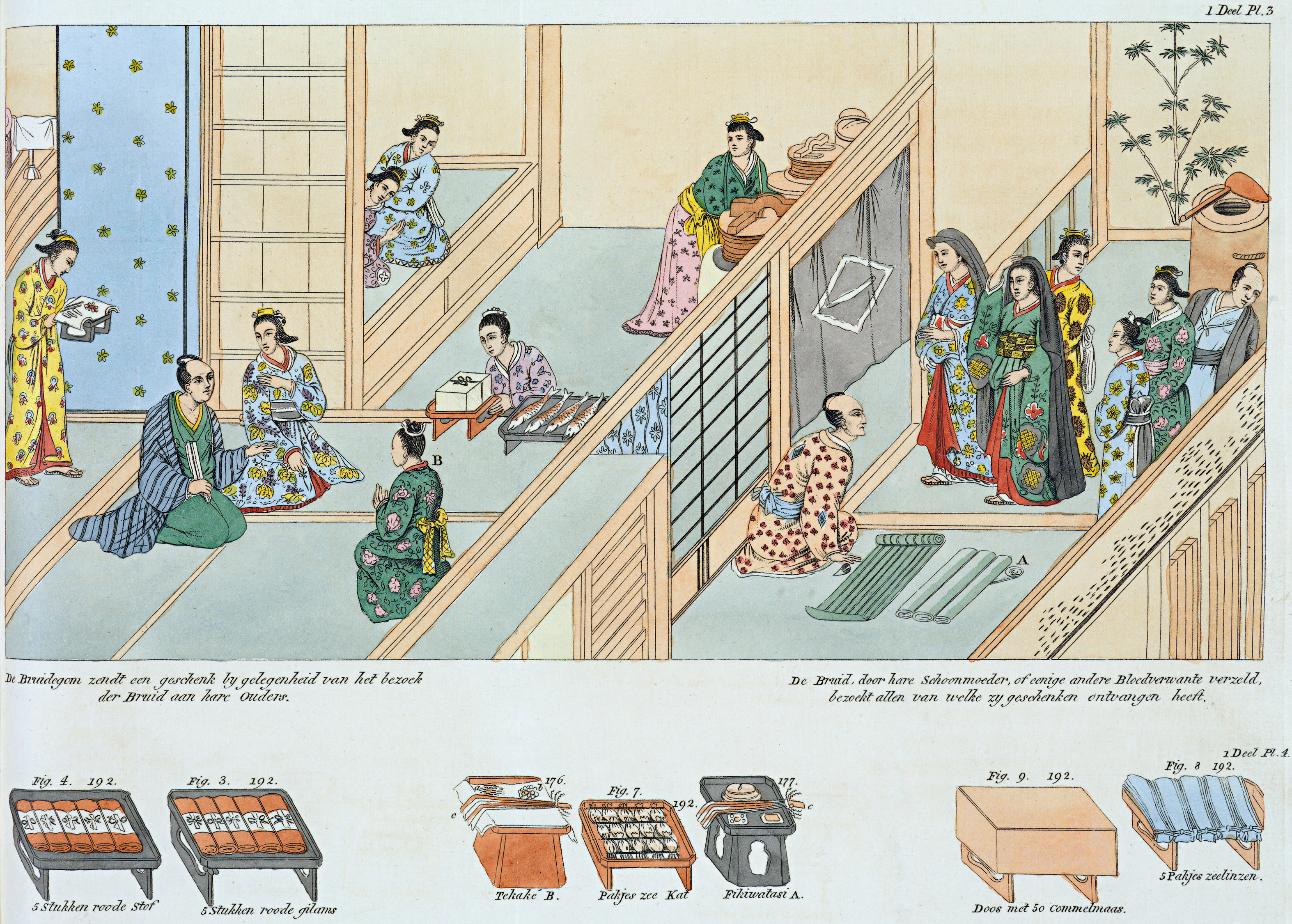
江戸時代の結婚式のイラスト（イサーク・ティチング画）

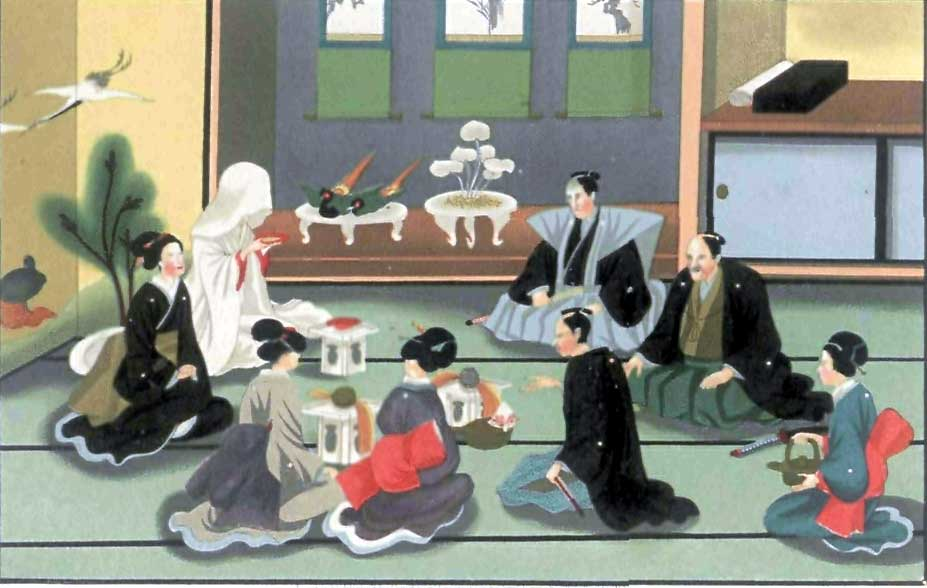
『日本の礼儀と習慣のスケッチ』より、1867年（慶応3年）出版

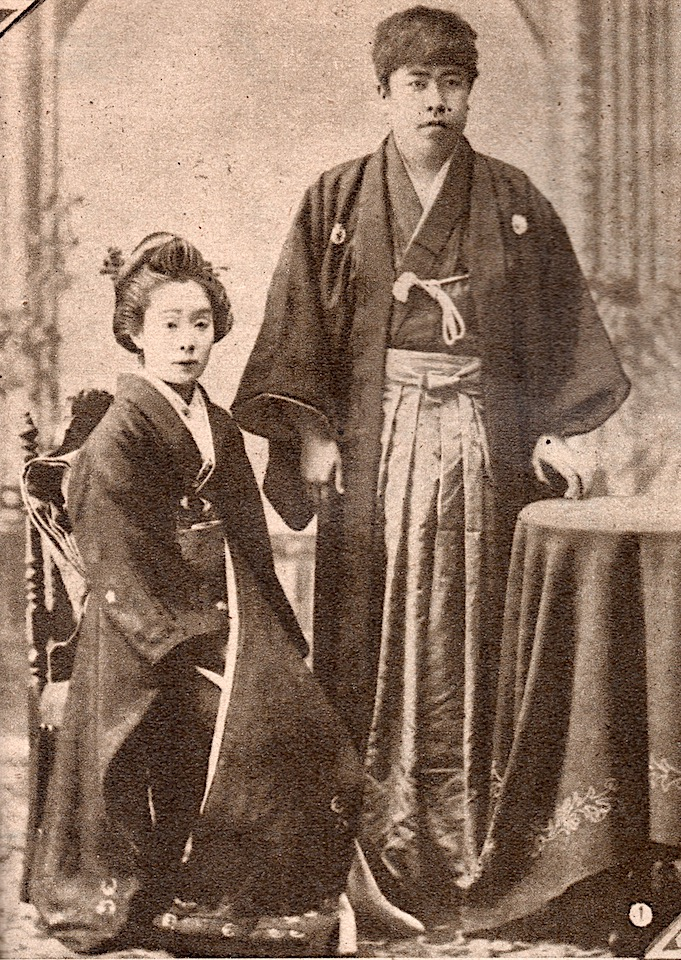
1889年（明治22年）地学者志賀重昂の結婚写真

中世には婚席の床飾りから見られ、江戸中期の『貞丈雑記』に明文化された。新郎の自宅に身内の者が集まり、高砂の尉と姥の掛け軸を床の間に掛け、鶴亀の置物を飾った島台を置き、その前で盃事をして結婚式をする、いわゆる祝言が行われた。三三九度の盃事は、もともと室町時代の武家の礼法に由来するとされるが、江戸時代に入ってから庶民の婚礼にも普及していったとされる。旧暦の10月は「神無月」であったので、結婚式はこの月を避けて行われた。民俗学者の柳田國男著の『明治大正史』及び『婚姻の話・定本柳田國男集15』によると、少なくとも幕末から明治初期までの庶民による結婚式は、明治以降に確定した神前式の形式とは異なった。式場は自宅を中心とし、婿が嫁方の実家でしばらくの間生活するという「婿入り婚」と呼ばれる形式であったとされる。この際、新婚生活の初日に嫁方の家で祝いの席がもうけられることがあったが、夜の五つ（現在で言うところの21時頃）から行われることが多かったという。同じく柳田によると、江戸時代であっても、同じ村内の者同士が結婚する場合には祝言が行われないか、あるいは簡素なものであったが、村外の者と結婚する例が増加するに従って形式が複雑化し、神前式に近いかたちになっていた、と述べる。また、庶民の結婚式の場合は、神職が吟ずる祝詞より、郷土歌や民謡、俗謡を歌うことが多かったとされる。一般に結婚式の形は地方・階級により異なっていたとされる。祝詞であっても、現代の神前式のように「祝詞」が奏上されるようになったのは明治以降である。

#### 吉原遊郭
吉原遊廓で遊女と馴染みの客が熊野神社（熊野三山）の熊野誓紙（熊野牛王符）3枚に2人の結婚を誓う旨を記載し1枚を神社に収めるという擬似的結婚がなされたという。

### 近・現代の変遷

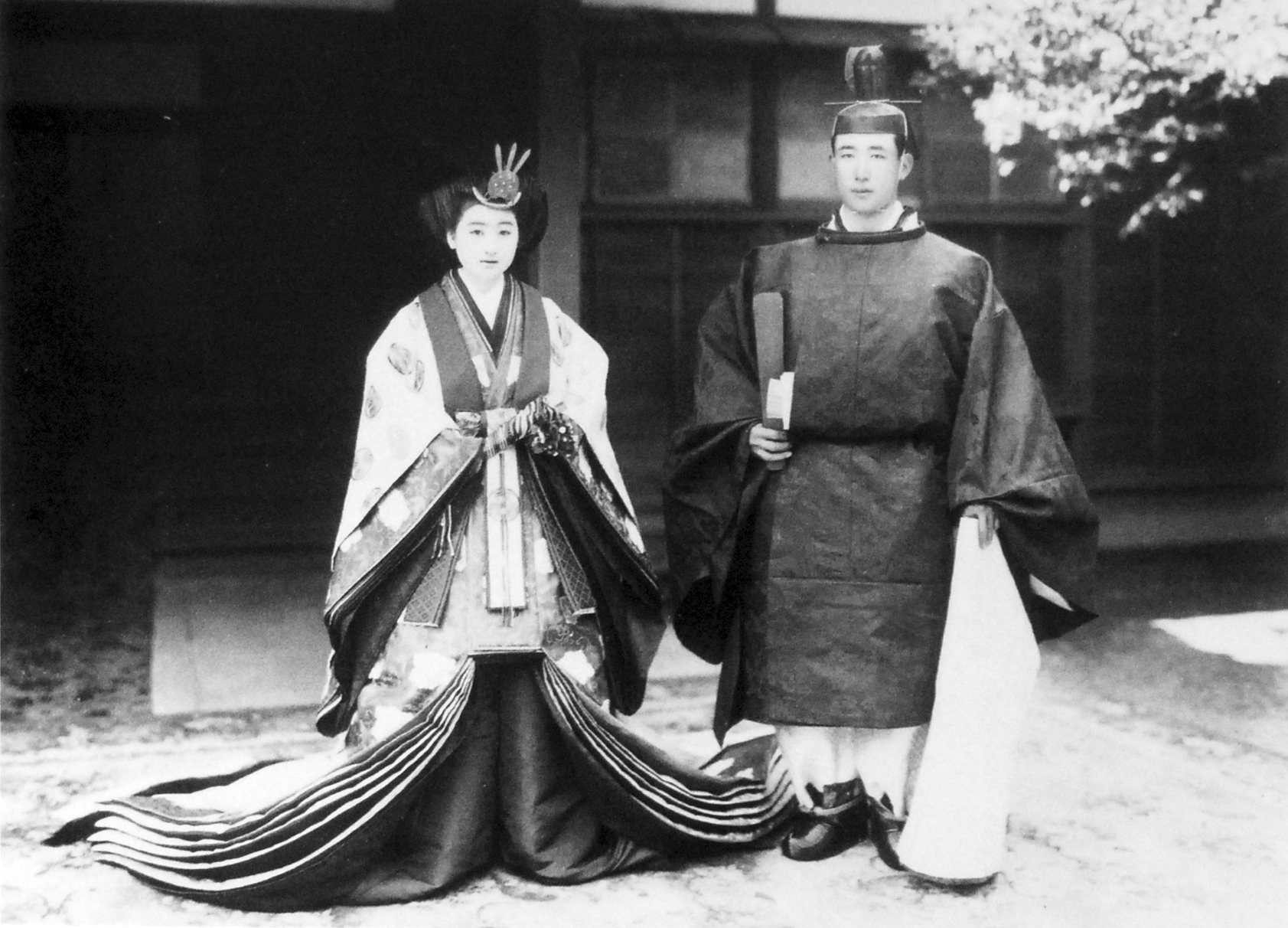
北白川宮永久王・祥子妃の結婚式（1935年（昭和10年）4月）

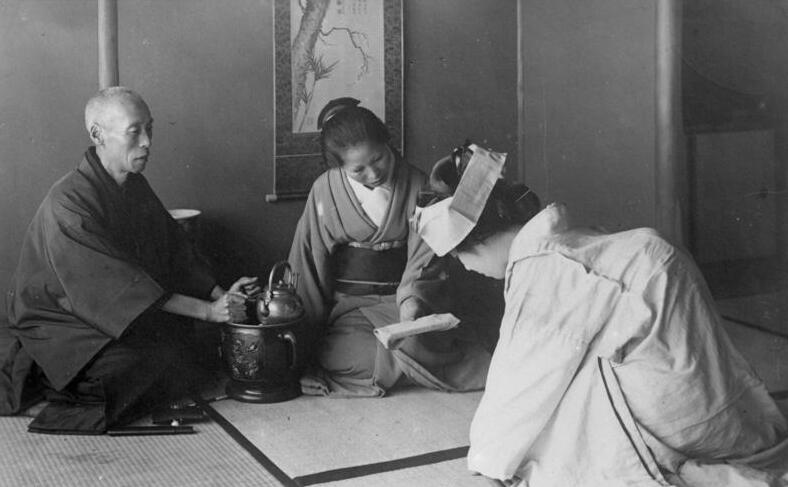
式に向かう前に両親に別れの挨拶をする花嫁　1931年

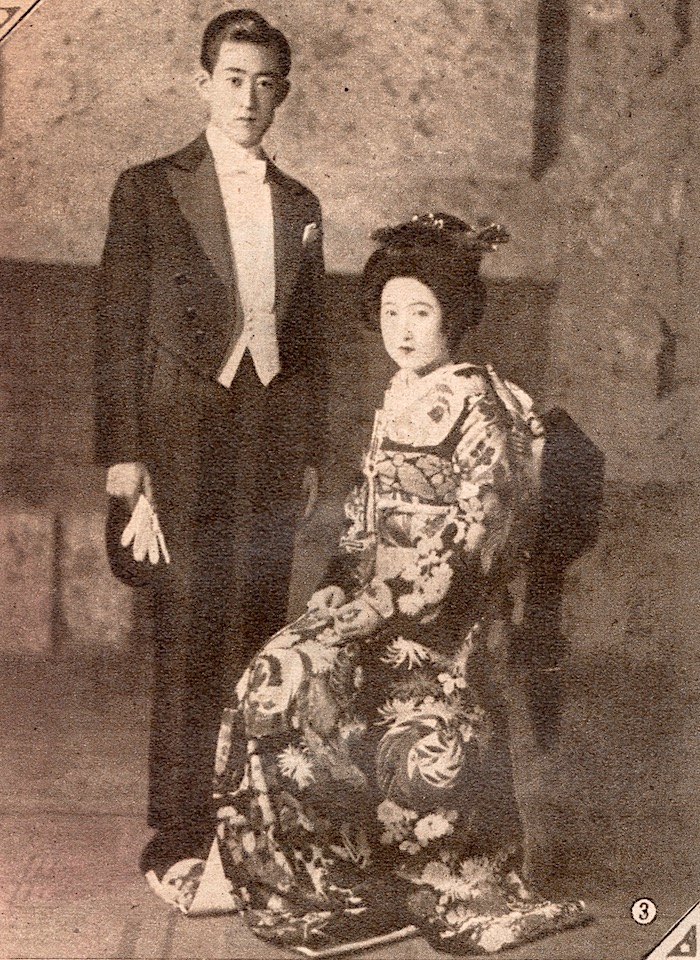
1938年（昭和13年）の華族の結婚写真。新郎が洋装で新婦が和装という姿は大正期以降しばしば見られた

上記のごとく以前は日本では、少なくとも庶民の間では、盃事といった神事を伴っても結婚式は自宅で行うことが多かった。神社で行う「神前結婚式」はそれ以前にも行われていたものの、数としてはごく少数であった。1873年には英国籍の中華系シンガポール人の貿易商タン・ベン・テキ（Tan Beng Teck/陳明徳）と日本女性の磯部和以（）が日本で最初とされる西洋式の結婚式を挙げている。
1878年（明治11年）12月9日、出雲大社宮司千家尊福が神前式を行い、その内容が「婚禮式」として残されている。
1885年（明治18年）、元は日蓮宗の僧侶であった田中智學によって創設された「国柱会」の前身「立正安国会」において仏教における結婚式（本化正婚式）の規定が定められた。田中智学の思想「仏教夫婦論」により、明治維新以降の日本において夫婦の結婚（つまり一夫一妻制に基づく結婚）を制度化することは国家の近代化に不可欠であるとされた。この立正安国会による仏前結婚式が、仏教史上はじめての正式な結婚式である。
1900年（明治33年）5月10日に皇太子嘉仁親王（大正天皇）と九条節子（貞明皇后）が結婚。正装した男女が、宮中三殿に拝礼し、神の前で夫婦の誓いを立てる形式の結婚の儀が行われた。これは新聞にも載り、社会的にも大きな反響を呼び、市民から神前での挙式を望む声が上がった。これに応じて、神宮奉斎会（現在の東京大神宮）が結婚の儀を模した形で「神前式」の儀式を新たに創設、国民の間に定着していった。明治に入って江戸時代の大名の婚礼行列をまねる者が続出し中には借金までする者も現れて社会問題化していたため、厳粛ながら簡素な儀礼が求められ、そこで伊藤博文がこの「神前式」を推奨したともいわれる。
1926年（大正15年）、熊本県は結婚式の改善要項をまとめ、下記奨励項目と結婚費標準額を示した。裏返せば、地方でも結婚式が盛大に行われていたことを示す例である。
- 結納は質素に
- 衣類調度は分に応じ生活上必要欠くべからざる最小限度に
- 披露会を行うのならば簡略に招待客と日数をなるべく少なく
- 新婦の色直し、荷飾り、町内歩きのたぐいは全廃
- 新郎新婦の土産物並びに祝儀返しなども全廃

戦後になり、軽井沢の教会での挙式を嚆矢として、高度経済成長期に結婚式場による「キリスト教式」も流行するようになった。1954年、米国映画「ローマの休日」が日本でも大ヒットとなり、主演女優のウェディングドレス姿が女性の憧れの的となり、1960年代半ば以降、ミッション系の学校を出た芸能人が卒業校付属教会で結婚式を挙げ、テレビや芸能誌で盛んに報じられるようになった。本来は信徒ではない者の結婚式を禁止しているカトリック教会も一部受け入れるようになり、1974年に法王庁も日本においては試験的に条件付きで許可、同じ頃、プロテスタント系の教会でも宗派によっては、カトリック以外の結婚式を受け入れるようになっていった。さらに、その後、ホテルに始まりその他各種会場施設で人前式あるいは形の上では教会式を模した結婚式も広く行われるようになっていった。
石井研士國學院大學教授によると「日本の結婚式で宗教性が加わったのは高度経済成長期以降で、1960年代に神前式が普及し、1970年代には8割を占めた、ピークを迎えたのは団塊の世代。1990年代になるとチャペル式が急増し、海外挙式を合わせると約7割を占めるようになった。2018年9月28日、エイチ・アイ・エスが企画したハワイでの挙式プランやツアーについて式場の建設工事遅れで急遽中止したことを明らかにした。2018年9月から2019年9月までの予約分260組が対象。代金を全額払い戻し、代替プランを提案。エイチ・アイ・エスは観光庁に事実関係を報告。H.I.S.は返金とともに見舞金を支払う。利用客の大半は別の式場で挙式に変更したという。

### 近年の傾向
近年日本では、宗教にかかわりなく、教会式、神前式、人前（）式、仏前式などの結婚式が自由に選択されている。通常儀式の後披露宴が行なわれるため、結婚式を行う場所も出席者の交通の利便性がよく大広間が利用できるホテルの利用者が多く、次に多いのが結婚式場である。このホテルや結婚式場では、式場側で結婚式に関するほとんど全ての用意を行い、華やかな演出も行うので、式を主催する側には大変便利になっている。これらの式場には神社や寺院、キリスト教会の出張先として別室が設けられ、主に両家の親族が入って式が執り行われる。その後、併設した宴会場で披露宴を行うことになる。宴会場を利用した場合、いずれにしても多額の費用が掛かるため、親類縁者だけの小規模な結婚式もある。また、近年ではハウスウェディングと称して一軒家を借り切って親族や友人など身近な者を招待し、パーティー形式の結婚式、披露宴を行うこともある。

## 現代日本の結婚式―タイプ分類―

### 神前式（）

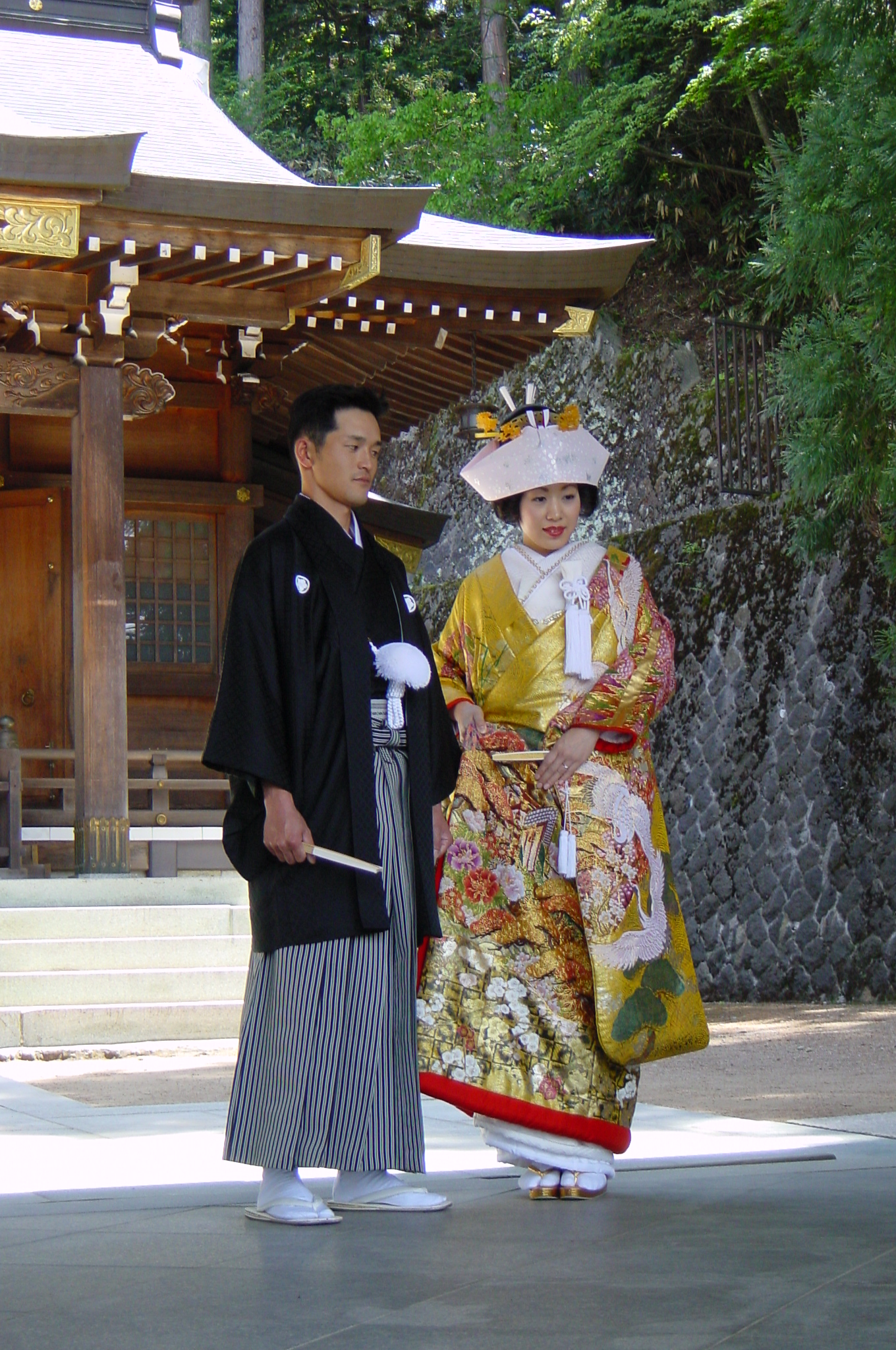
神道形式の結婚式における新郎と新婦

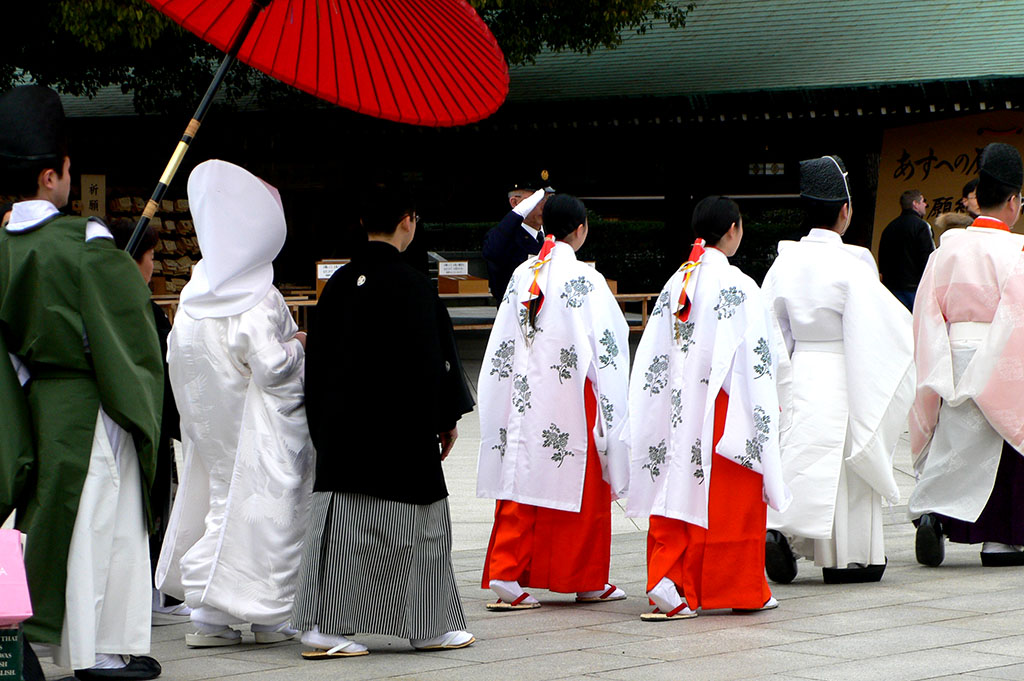
明治神宮における神前結婚式神職の先導で新郎新婦が境内を歩くのが一般的。

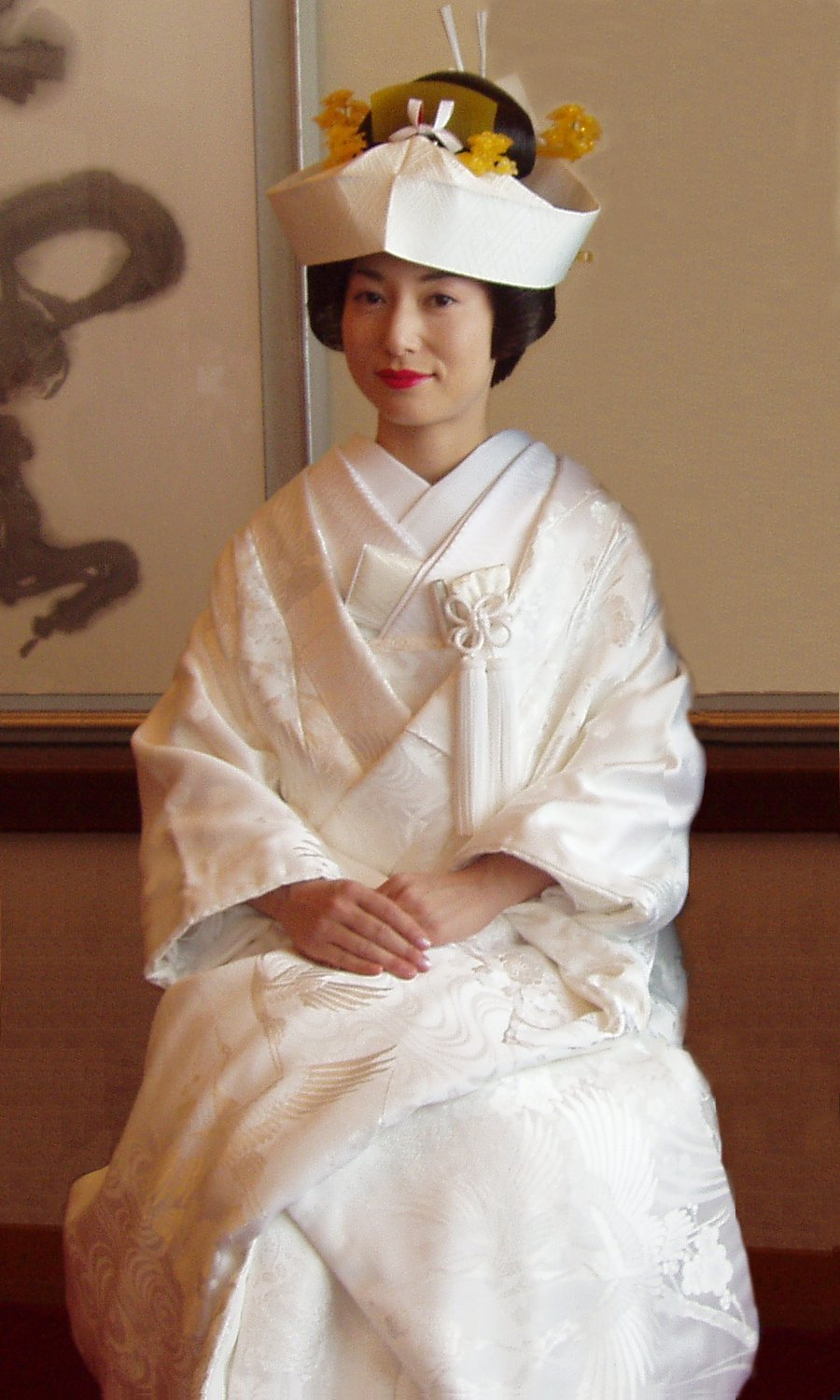
結婚式で白無垢を着る日本人女性 (2004年6月)

前述の通り、日本の結婚式そのものや、行われてきたしきたりは日本独自の宗教である神道から大きな影響を受けているが、結婚式自体は自宅で行われるのが一般的であった。
「神前結婚式」という形式が明確となり、一般に広まったのは、1900年(明治33年）5月10日の皇太子嘉仁親王（後の大正天皇）と九条節子妃（後の貞明皇后）の結婚式がきっかけである。初めて宮中賢所大前で行われ、同様の神前結婚式を挙げたいという気運が国民の間で高まった。気運の高まりに応じ、東京の神宮奉賛会（現在の東京大神宮）が皇室の婚儀を参考にして民間での「神前結婚式」の様式を定め、翌1901年（明治34年）3月3日に模擬結婚式を開催、以降、改良や普及活動を行った。今日「神前式」として行われているものは、この神宮奉賛会が創設したものが元になっている。
最初に巫女の先導で新郎新婦、媒酌人、新郎両親、新婦両親、新郎親族、新婦親族の順に入場し、最後に斎主が入場。典儀と呼ばれる司会進行役（巫女が行う場合もある）が式の始まりを宣言。祓を行うため、斎主が大麻を用いて穢れを祓う。一同は起立したまま軽く頭を下げ、これを受ける。斎主の一礼に合わせ一同が起立して神前に礼。斎主が神前で2人の結婚をその神社に鎮座する神と氏神、そして祖先神に報告する祝詞を奏上し、神の加護を願う。一堂は起立して頭を下げる。
三三九度の杯を交わす。一の杯においては、まず新郎が杯を受け、次に新婦、また新郎となる。二の杯では、まず新婦、次に新郎、また新婦。三の杯は一の杯に同じ。一二三の三度の杯を三回ずつ受けるので、3×3=9ということで三三九度が成立する。ただ現在は新郎新婦の時間的な制約もあり、以下のような略式を用いる神社も多い。新郎が一の杯を受け、次に新婦がその杯を飲み干す。二の杯は新婦から新郎の順、三の杯は新郎から新婦の順で、どの杯も一口で飲み干す。新郎新婦が神前に進み出て誓いの言葉を読み上げる。新郎が本文を読み、名前の部分は新郎新婦がそれぞれ読む。
巫女が神楽舞を奉納する。新郎新婦が玉串を神前に捧げ「二拝二柏手一拝」の順で拝礼し、席に下がるときは、お互いに背を向けないように、内回りで体の向きを変える。これは神に対して、なるべく自分のお尻を向けないようにである。新郎新婦に続いて媒酌人、親族代表が玉串を捧げる。両家が親族となった誓いを交わすため、両家の親族、新郎新婦、媒酌人が杯を戴く。斎主が式を無事執り納めたとを神に報告し、一拝。一同も起立して一礼。その後斎主がお祝いの挨拶をし、斎主退場の後、新郎新婦、媒酌人、親族の順に退場。式の後披露宴に移る。場所は神社に限らず、神前式の式場を設けているホテル、結婚式場も多い。
なお、出雲大社や出雲大社教では一般神社とは異なる神前結婚式を行う。式場では、新郎新婦の座前に「天之御柱（あめのみはしら）」を立てての神事となる。斎主は祝詞奏上後に「神誡」を天之御柱付近にて読み諭す。玉串拝礼は新郎が天之御柱を左より廻り、新婦は右より廻り四拍手にて拝礼する。また玉串は、神職の用いる笏のように握り、笏と同様の作法で礼を行う。その他、特殊な部分が多く伝承されている。
現在の結婚式において、多くの新郎新婦はキリスト教式を選び、神前式は少数派となっている。一方で有名人、著名人の挙式や国際結婚に限れば日本文化体験・交流の場として敢えて神前式を選ぶカップルも増えている。

### 仏前式
仏に結婚を誓う様式。1892年（明治25年）に浄土真宗本願寺派の藤井宣正が東京白蓮社会堂に結婚式を挙げ、各宗派において仏前結婚式が普及される。
菩提寺の本堂にて行なう場合が多いが、本尊を安置して公民館や、家庭でも挙式は可能である。
具体的な式順は宗派によって多少の違いがあるが、住職（司婚者）と参列者一同が、本尊に結婚を奉告し、住職から終生仏教徒として守るべき事柄について諭しを受け、記念の数珠を拝受、互いに敬愛を誓いあう誓紙に署名した後、三三九度の杯を交わすのが大筋である。
僧侶関係の事例が多く、一般信徒が行う事例は極めて少ないが、つんく♂、東貴博、スティーブ・ジョブズの例が知られる。
仏教の結婚式が浸透していない理由としては、大正天皇の結婚式によって一般に広まった神道式が普及し、仏教徒だけではなく氏子も兼ねていた日本人の宗教意識の中では、神道式で行うことに何の違和を感じることがなかったからと考えられる。

#### 沖縄の事例
沖縄県においては、男性は自宅の仏壇前で祖先の霊、また、女性は自宅に鎮座する自然神（火神、床神）やムラデー（集落の氏神）に結婚を報告するというスタイルが一般的で、「ニービチ」と呼ばれている。仏前式に近いものの、神前式および人前式の要素も含まれており、寺院で行う上記の仏前式とは異なり親族で行われるため宗教色がほとんどなく、僧侶も介在しない。

### キリスト教（教会）式

#### 「結婚式教会」での結婚式

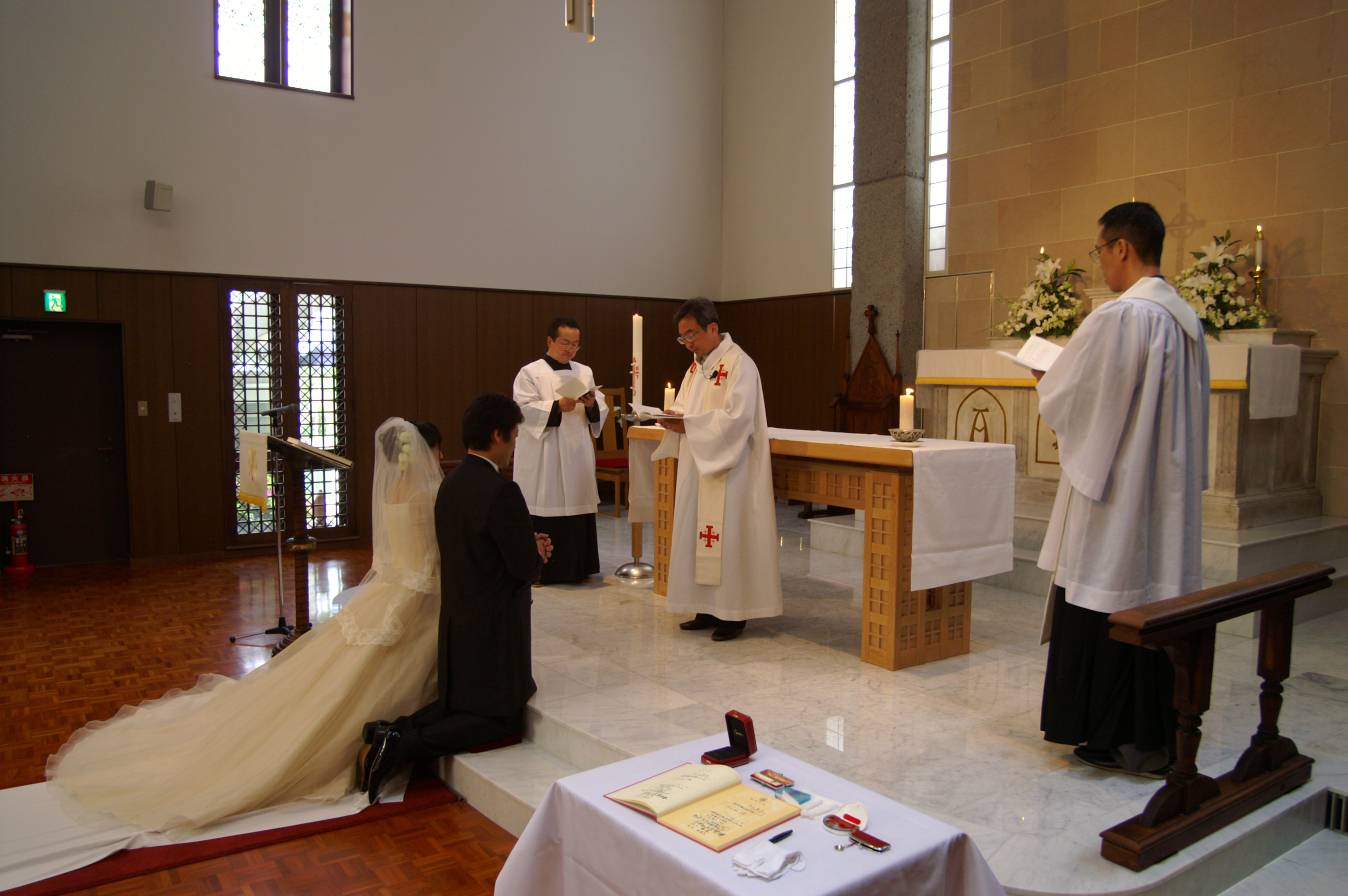
京都聖マリア教会

日本で行われるいわゆる「キリスト教式結婚式」は、キリスト教徒の結婚式を模した結婚式が多い。すなわち本物の教会堂や聖堂でなく、結婚式のためだけにつくられた教会堂風の施設（宗教施設でなく集会場として登録されるいわゆる「結婚式教会」）において、特定の宗教や教会に所属しない者によって行われるケースが大多数である。また、様式としてもカトリックとプロテスタントの要素が混同したイギリス国教会風の場合が多い。その一方で正教会の様式が参考にされているケースは少ない。
現在の日本では、キリスト教徒は人口の1%程度であるが、信仰とは無関係に、キリスト教徒を模した挙式を望む人が非常に多い。ウェディングドレスを着て教会で式を挙げるというスタイルは、軽井沢にその源流がある。軽井沢は、明治時代に外国人宣教師が移り住んだことから国際避暑地として発展したため、その中で、キリスト教の教会が信徒以外の結婚式を受け入れるようになったことで、教会で式を挙げる人が増えていった。その後、1970年代にタレントの結婚式が軽井沢でたびたび行われたため、一般にも広まっていったとされている。キリスト教式が広く受け入れられていった理由として、団塊の世代は、当時の社会制度や価値観に抵抗した世代であり、新しい生活様式を生み出しただけでなく、個性を追求し、伝統的な価値観にプロテストした世代でもあったこと、また高度経済成長とともに裕福になりつつある社会の中で、女性の社会進出が進み、自由な思想や発想が受け入れられる時代になってきたことが、新しい挙式形態に影響を及ぼしたと考えられている。
マスコミなどがキリスト教形式の宣伝を繰り返し、一般的となっていることや、ウェディングドレスに似合う雰囲気という理由から、ホテルや結婚式場ではいわゆる 「キリスト教式結婚式」のプランが準備されている。一般的な進行としては、牧師が司式し、主に先に新郎が入場して祭壇の前で待つ。ウェディングブーケを持ち、ウェディングドレスを身にまとった新婦がエスコートする者（通常は実父）と共に入場。中央通路を進み、エスコートする者が新郎に新婦を引き渡す。以下順序等の違いはあるが、賛美歌（聖歌）、聖書の朗読、誓いの言葉、それに対する祝福、指輪の交換などが行われる。また、新郎新婦が建物から退場する際に、友人・親族等によって、ブーケ・トス、ライスシャワー、フラワーシャワー等が行われることもある。

#### キリスト教の教会での結婚式
キリスト教での結婚式の意味や様式は、教派によって異なる。

##### カトリック教会

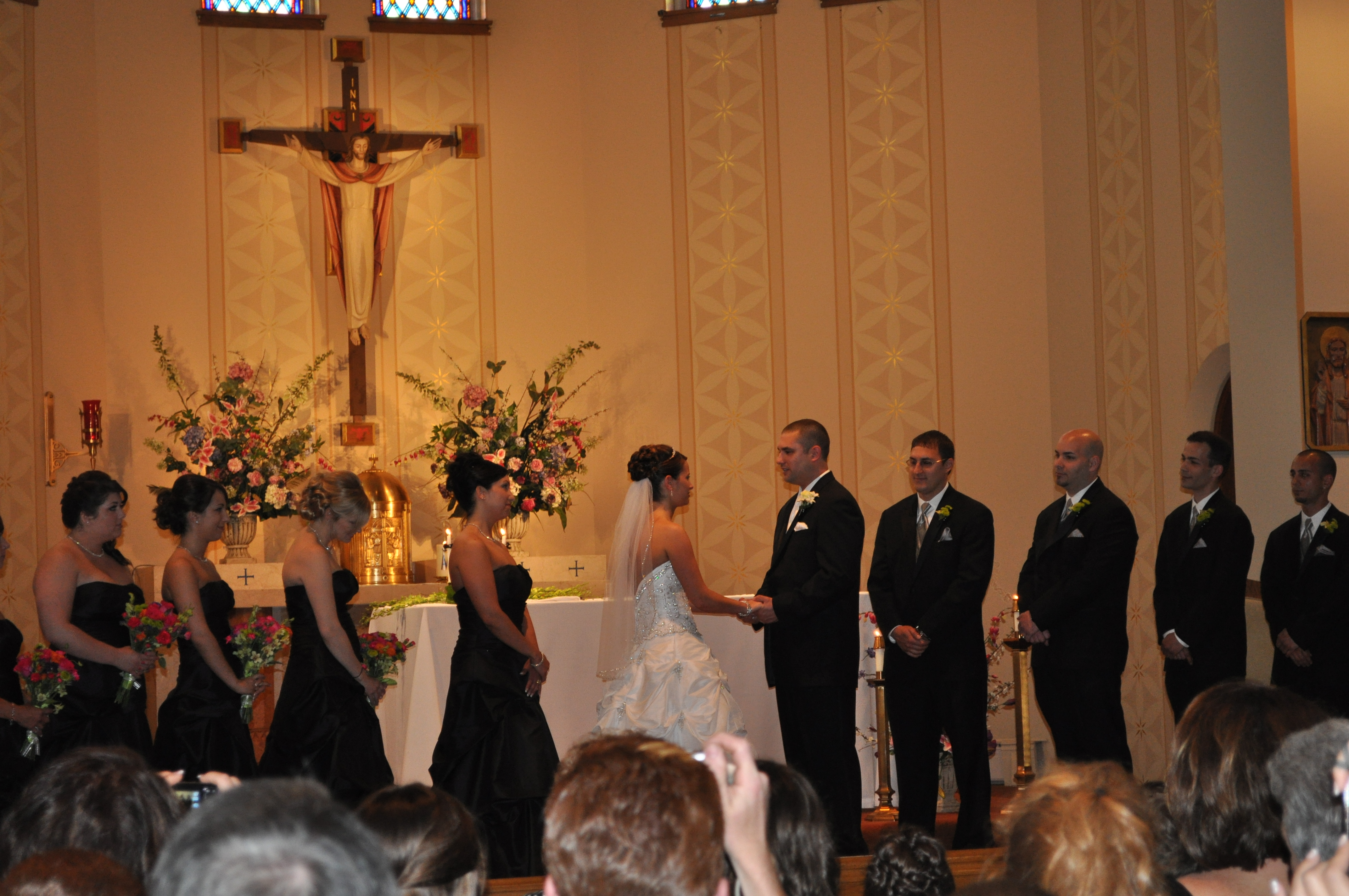
カトリック教会の正餐台で誓いを交わす新郎新婦。

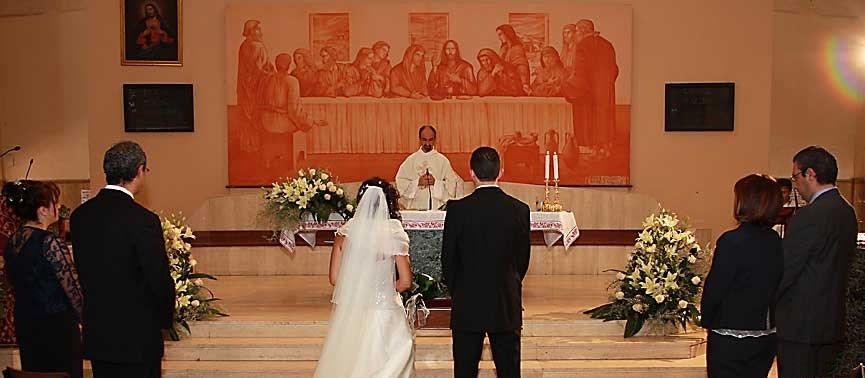
イタリアでのカトリックの結婚式

カトリック教会において、結婚式は「秘跡」のひとつである（すなわち、ただ単に社会的な契約の儀式ではなく、洗礼を受けた二人が、キリストと教会のあいだに見られる愛のきずなを模範として信仰にもとづく結婚の同意を交わすときには、そこに現にイエス・キリストがいるのだ、この秘跡を通じて神が介入されるのだ、と信じる。カトリック教会は離婚を認めないので、初婚あるいは死別による再婚の場合のみ結婚式を行う）。
そのため、結婚式を希望する二人の双方がカトリックの場合のみが「秘跡としての結婚」とされる（各国のカトリック教会では通常、信徒以外の挙式を行うことはないが、日本のカトリック教会では、ローマ教皇庁の特別な許可によって、片方あるいは双方がカトリック信者でない場合でも、教会での一定期間の「結婚講座」への出席を条件に挙式を行うことを認めることがある）。
進行の例を挙げると、次のようになる。新婦がエスコートする者（通常は実父）と共に入場。中央通路を進み、エスコートする者が新婦を新郎に引き渡す。聖歌、聖書の朗読、神前での誓約、祝福、結婚誓約書への署名、婚姻簿への記入、結婚指輪の交換などが行われる。
なお次のような言葉で、結婚の誓いを読み上げる。
| 「 | 私達は、夫婦として、喜びの時も悲しみの時も、病める時も健やかなる時も、富める時も貧しい時も、これを愛し、これを敬い、これを慰め、これを助け、その命ある限り、真心を尽くすことを誓います。 | 」 |

##### 正教会
正教会において、結婚式は機密（ギリシア語: μυστήριον：ミスティリオンの日本ハリストス正教会における訳語、カトリックの秘蹟に相当）のひとつであり、正式には婚配機密と呼ばれる。全ての機密と同様、正教徒のみがあずかれるものである。
かつては教会法上の例外規定を適用し、片方が信徒であれば、子に必ず洗礼を受けさせるなどの条件付きでこの機密の実行が認められることもあったが、現在ではそのような事例はまずない。また正教会の婚配機密は司祭による司祷のもと聖堂で行われるものであり、結婚式場などで行われることはない。
婚配機密を受けられるのは信徒のみであるが、信徒ではない者も結婚式に参祷するのは自由であり、親戚・知人の出席はむしろ奨励される。
東京復活大聖堂教会（ニコライ堂）では、ニコライ堂での結婚式を希望することがきっかけとなり、洗礼前の勉強期間を経て正教会の洗礼を受けて信徒となり、その上で婚配機密を受けるカップルも珍しくない。

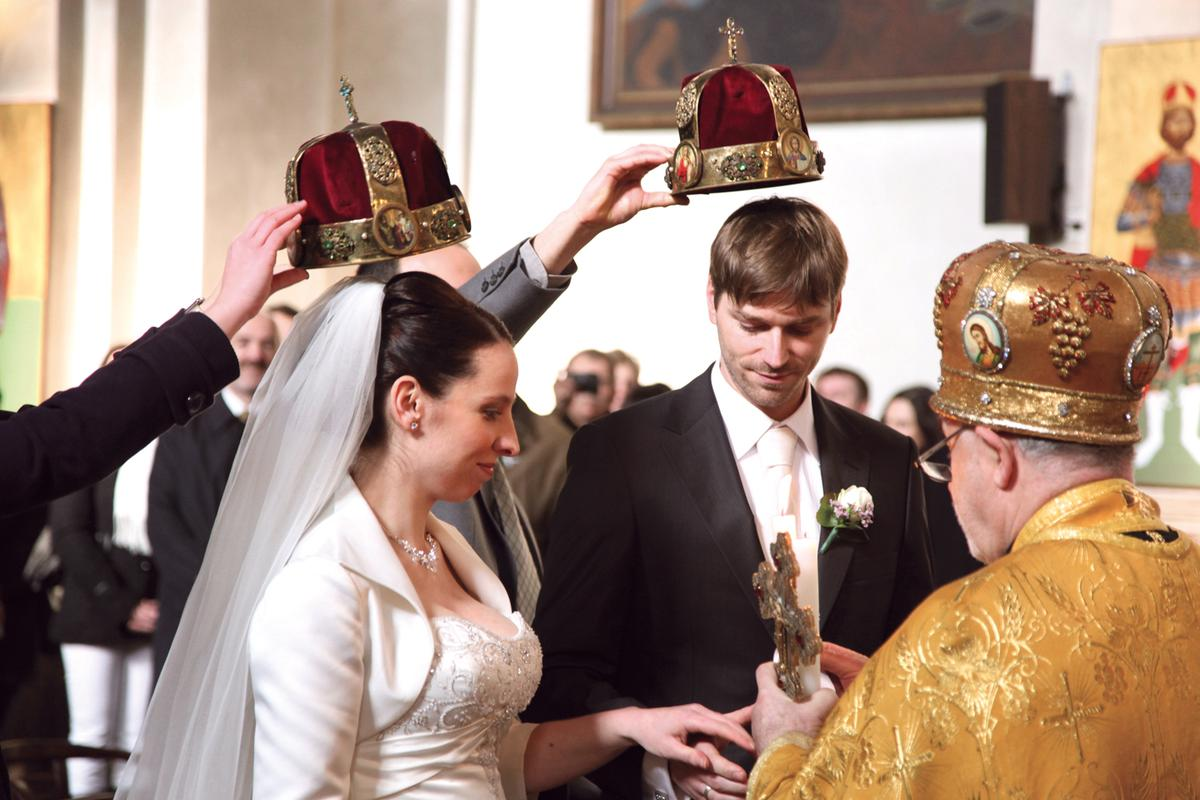
婚配機密が執行されている戴冠礼儀中に撮影された写真。新郎新婦は冠を頭上に掲げられ、ミトラをかぶりフェロンを着用した司祭が、新郎新婦のつながれた手にエピタラヒリを乗せようとしている場面（チェコ共和国・プラハ）

戴冠が行われ聖歌が多用されることにみられるように、正教会における婚配機密は大変華やかである。聖堂入り口に近い所で行われる聘定式（）（指輪の交換が行われる）と、聖堂中央で行われる戴冠礼儀とで構成される。戴冠礼儀の直前にあたって新郎新婦に対し、他の相手との約束はないかといった質問が司祭からなされるが、婚配機密のより重要な部分は、新郎新婦の戴冠・葡萄酒を飲み交わすこと、聖堂中央のアナロイ（イコン等を置く台）の周りを廻ること、などと捉えられている。
戴冠は夫婦が今後ハリステアニン（クリスチャンのロシア語読み）としての生活の王となって夫婦揃って自らの生活を共同して支配していくことを表し、聖体礼儀に由来する形式である葡萄酒を飲み交わす行為は夫婦が聖体礼儀に示されたハリストス（キリストのギリシア語読み）を中心にした生活を行うことを表し、聖堂中央のイコンの載せられた台案を廻るのは信仰を中心にして楽しい時も苦難の時もともに歩むことを表すものである。
これらのほかに婚配機密の大部分に渡り、司祭による祝文朗誦と、輔祭もしくは司祭と詠隊（聖歌隊）によって行われる連祷とが行われる。これらの内容は旧約新約の両方に亘って聖書に記された教会史上の数々の夫婦に対する神の配慮を記憶し、同様の庇護が新郎新婦にも行われるように祈願するものである。

##### プロテスタント
プロテスタントでの進行の一例を挙げる。講壇の前に待つ司式者、新郎、証人（男性）、証人（女性）のもとへと、新婦および新婦の父がゆっくりと歩む。賛美歌、祈祷、聖書朗読（エペソ5.22〜33、Iコリント13章など）、司式者による式辞、新郎新婦による誓約、指輪の交換、祈祷、（独唱）、司式者が二人は夫婦となったことを宣言、短い説教、賛美歌、司祭者による祝祷（祝福の祈り）、新郎新婦退場、親族代表挨拶。その後出口にて、新郎新婦、その両脇に証人、さらに外側に双方の両親が並び、退場する列席者からの祝福の言葉を受け、お礼の言葉を述べる。

###### バプテスト、会衆派
プロテスタントに分類される教派の中でもバプテスト教会や会衆派教会では、会衆（教会員・信者）の同意により、神の導きと見なし結婚が成立する。そのため結婚式は比較的オープンである。夫婦片方が信者の場合、結婚式は教会関係、披露宴は友達・友人と使い分けをする場合も多い。両方が信者の場合結婚式に引き続き披露宴（祝会といった方が正しい）を行う場合も有るが、近年は減ってきている。このため結婚式の出席者が時には披露宴の出席者を超える場合もある。

### 人前式（）
教会や神前での結婚式のように神仏に結婚を誓うのではなく、両親やその他の親族、親しい友人などの前で結婚を誓うのが、現在の人前式というスタイルである。神前式（）と混同しないよう、ひとまえしきと呼称する場合もある。ホテルや結婚式場などで対応している。人前式の場合、特定宗教とは無関係であるため、出席者にあらゆる宗教的背景がある場合でも問題なく式を遂行できるというメリットがある。挙式の進行は、おおむねキリスト教式を踏襲するが（入場方法・ウェディングドレス・指輪交換・宣誓等）、形式は比較的自由であり、新婦の入場を印象づけるよう、結婚披露宴のように、映像演出が行われることが増えている。人前式では、立会人による結婚の承認が行われるのが特徴である。承認のしるしとして、立会人が拍手をしたり、鈴を鳴らしたり、色々なアイデアで独創的な挙式が行われている。人前式の儀式としては三三九度、水合わせの儀、貝合わせの儀などがある。

### フォトウェディング
周囲のためにも記念に写真撮影のみ行うというケースも増えている。もとは親類縁者との関係や、金銭面などの事情により式を挙げられない、または挙げられなかった夫婦が、写真の上だけでも結婚式の衣裳でその姿を残しておきたいという思いを抱くケースがあり、それに応える格好で始まった写真撮影によるウェディング。神仏のみならず、両親やその他の親族、親しい友人などに結婚を誓うこともないが、人生のけじめや節目として行われる。新たな挙式の形の一つとして捉えられる。

### ナシ婚
役所に婚姻届を提出するのみで、挙式や披露宴を全く行わないこと。その理由として、挙式に数百万円の出費を割かれることと、人前で目立つことを忌避するため、カップルまたは親族が挙式そのものに反対すること、などが挙げられる。
「ナシ婚」のカップルも増えており「挙式が法律で義務付けられていない」という割り切った考えから「ナシ婚」のみで済ませるケースも増えている。

### ソロウェディング
結婚は異性、同性婚にかかわらず、通常は2人（一夫多妻のなどの場合はそれ以上の場合もある）で行うものであり、一人では結婚できない。その一方、結婚はしない、できない、あるいは結婚せずに未婚の母、父になってしまった場合でも、一生に一度は、花嫁あるいは花婿姿になりたいという願望を持つ人も多い。そのような願望をかなえるのが、ソロウェディングである。ブライダル市場が縮小する中、2010年代後半に入り、急速に伸びている。

### 近年の日本における結婚式での一般的な服装
新郎
ロングタキシード・フロックコート・モーニングコートが人気。
色は白や、本来のフォーマルウェアの色である黒など。
新婦
白のウェディングドレスが多く、白色系のドレスは通常、ピュアホワイト(純白)、オフホワイト、アイボリーの3色に区分される。稀に桃色・水色などのカラードレスが見られるが、それらも極力淡い色を用いる。
デザインは多彩で、本来は社交界やデビュタントなどの夜の礼装であるイブニングドレス型のドレス(ローブ・デコルテなど)も人気がある。

## アメリカ合衆国における結婚式の様式

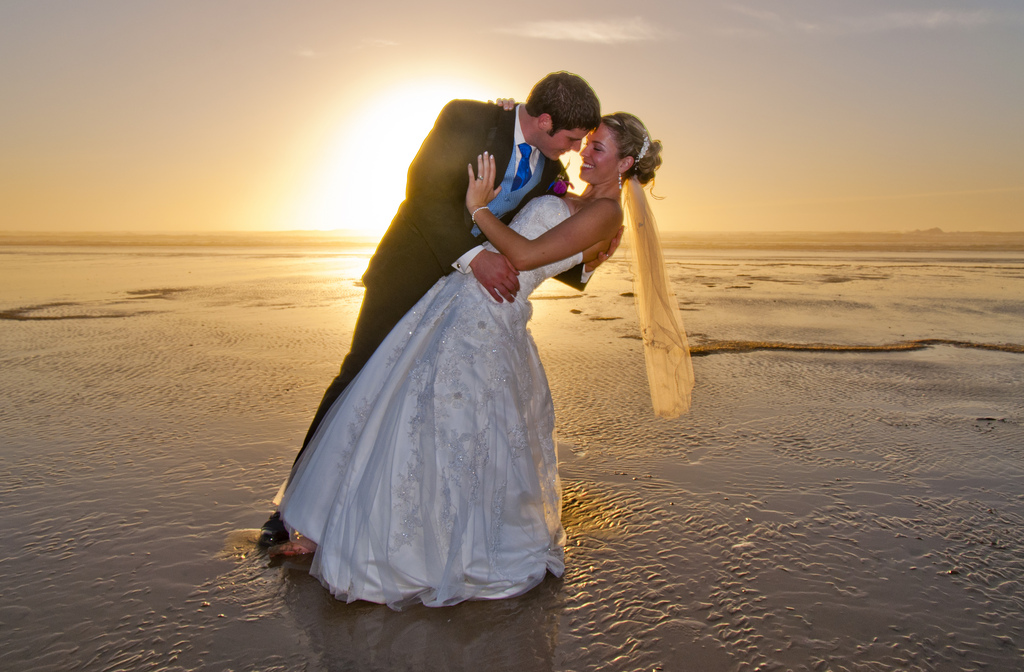
アメリカの砂浜で結婚式のカップル

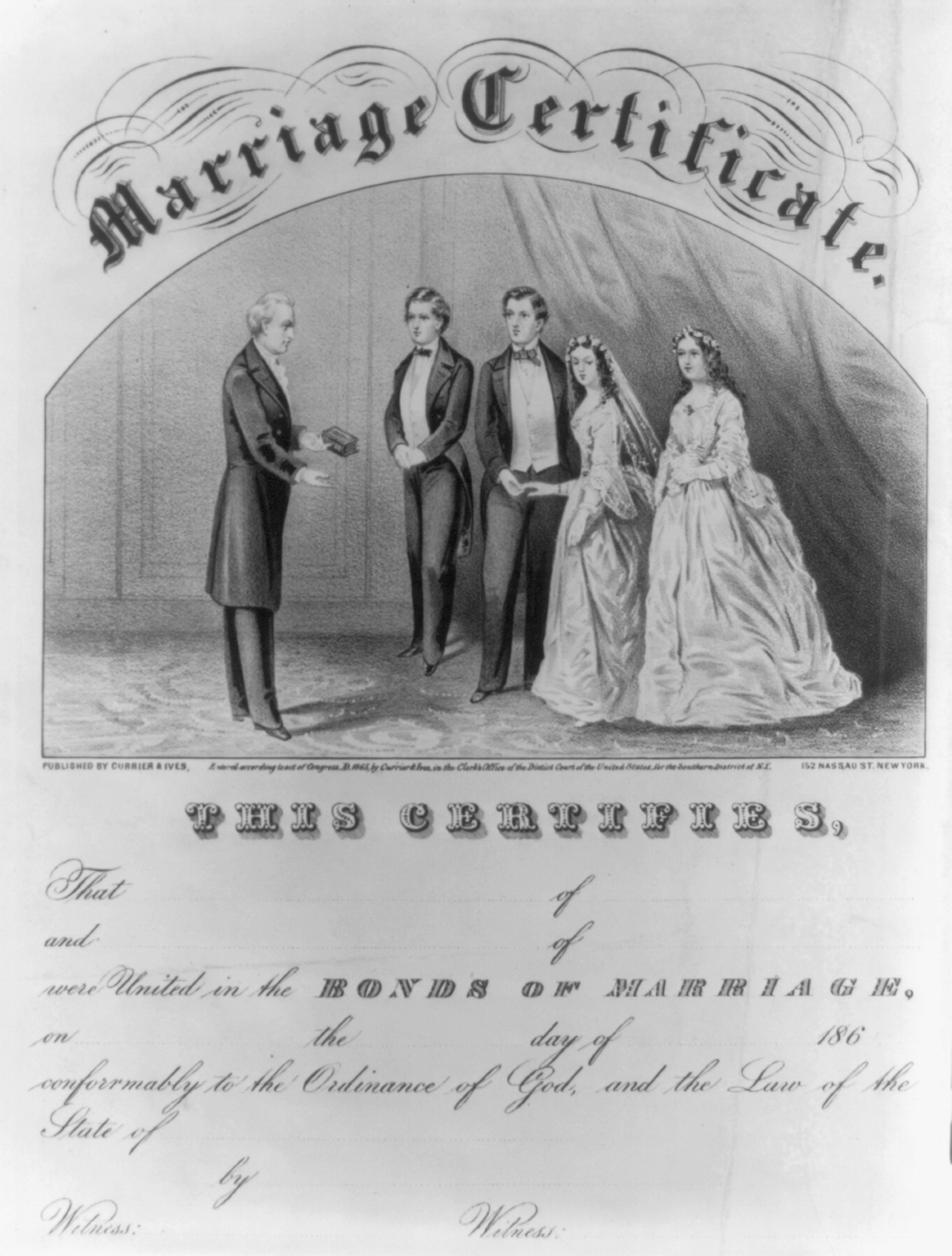
近代の結婚証明書（Marriage Certificate）の一例（1869年の本に掲載されたもの）

アメリカ合衆国は「人種の坩堝」とも言われ、結婚式も多種多様である。州によって、結婚制度も結婚可能な年齢も一定していない。市役所ではシヴィル・ウェディングと呼ばれる結婚式が広く行われている。普段着による結婚式も多い。また、カトリック教会においてはミサや聖体拝領などが行われている。

### キリスト教（教会）式
アメリカの教会（プロテスタント）において、比較的裕福なカップルによって行われる一般的な結婚式のあらましは以下の通り。
教会では祭壇に向かって右に新郎（グルーム）側の、左に新婦（ブライド）側の家族や知人が着席する。祭壇前では聖職者（神父または牧師）が、新郎とともに新婦の入場を待つ。そこに、まず新郎の付き添い役（ベスト・マンと複数のグルームスマン）が、そして新婦の付き添い役（メイド・オブ・オーナーと複数のブライズメイド）が入場し、それぞれ新郎側・新婦側に教壇を背にして一列に並ぶ。次にフラワーガールによって中央の通路（アイル）が花びらで清められる。そして最後に新婦が父親に手を引かれて入場し、しずしずとアイルを祭壇へと進む（ウォーク・ダウン・ザ・アイル）。
そして実際の式が始まる。順序の違いや省略はあるが、参式者一同による賛美歌の斉唱、聖職者による聖書の朗読または簡略な説教、新郎と新婦による抱負の言葉、それに対する祝福、指輪の交換（指輪をこの時まで保管して新郎と新婦に渡すのはベスト・マンの役目）、神前での宣誓、聖職者による夫婦の認証、夫婦として初めて参式者の前でキス、などがこれに続き、式は終わる。結婚誓約書への署名や婚姻簿への記入も以前は式の一部として行われることもあるが、式後に別室で、または後日聖職者を再訪して行うこともまたある。
宣誓の方式は主としてふたつある。
ひとつは、聖職者が次のように尋ねると
新郎新婦がそれに呼応して次のように言う形式。
またもうひとつの方式は、一節ごとに聖職者がいう通りに復唱することで、次の宣誓全文を言う形式がある。
日本では前者が多いが、米国では後者がほとんどである。なおここにあげた宣誓句は伝統的なひな形で、実際にはこれを短くしたり、語句を若干変更したりしたものが使われている。
式が終わると新郎新婦は手をつないで教会を退出するが、出席者は出口で二人に米粒を降り注がせて新婚の門出を祝福する（ライスシャワー）。教会の前から空き缶数個を紐で後部バンバーに結んだ車に乗り込んで走る風習があったが、都市部ではほとんど見られなくなった（出典：『国際マナー常識事典』学研）。

## その他世界各国

### 韓国

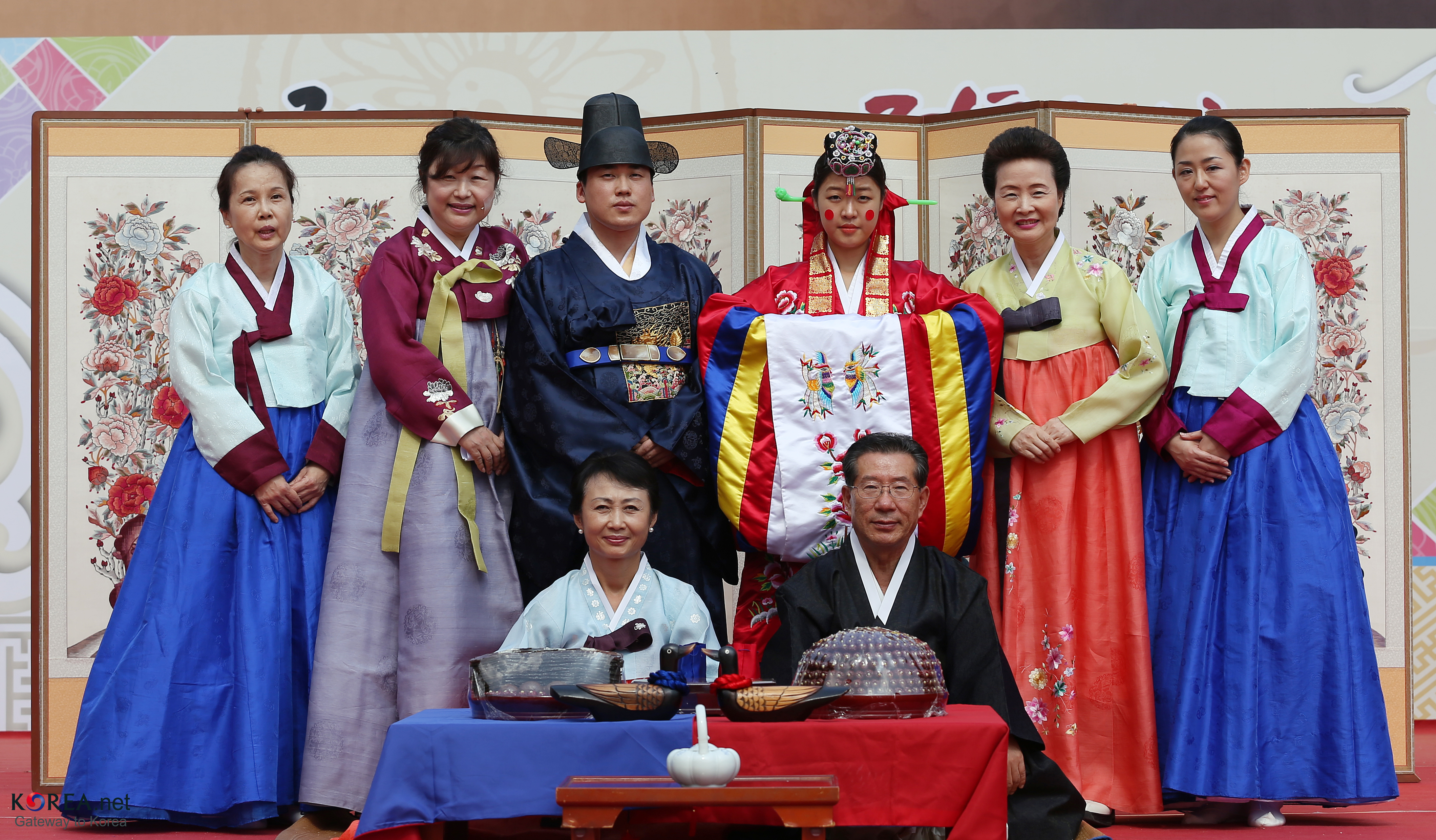
韓国の伝統的な結婚式

韓国では結婚式の後で新郎をいじめる風習がある（新郎扱い）。また、新婚初夜覗きの習慣もある。
挙式や披露宴の他に、ペペグという伝統的な儀式をペペグ室と呼ばれる専用の小部屋で行う。元々は新婦が新郎の親族に加わるために行う儀式で、酒を飲んだり、ナツメやクリの実を使って子宝を占ったり、新郎が新婦をおんぶして部屋を一周して一生支えていく覚悟をしめすなどの様々な一連の儀式がある。

### インド

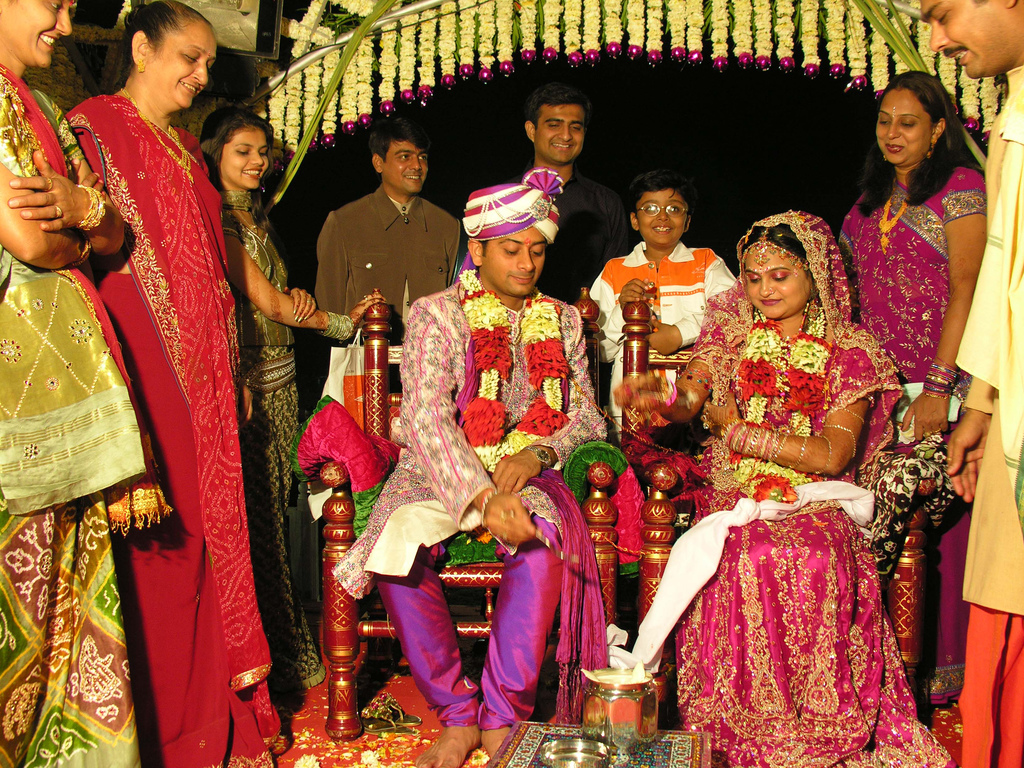
インドのヒンドゥー教の結婚式

インドでは、豪華な結婚式が多く費用も高額となりがちである。招待客も数百人から数千人となるケースもあり、数日にわたって式が行われるため総費用が1億円を超える場合もある。2017年、ビハール州では、過度な結婚費用を抑制させるために、費用が50万ルピー（約84万円）を超える式に対し課税する法案が検討された。

### ロシア

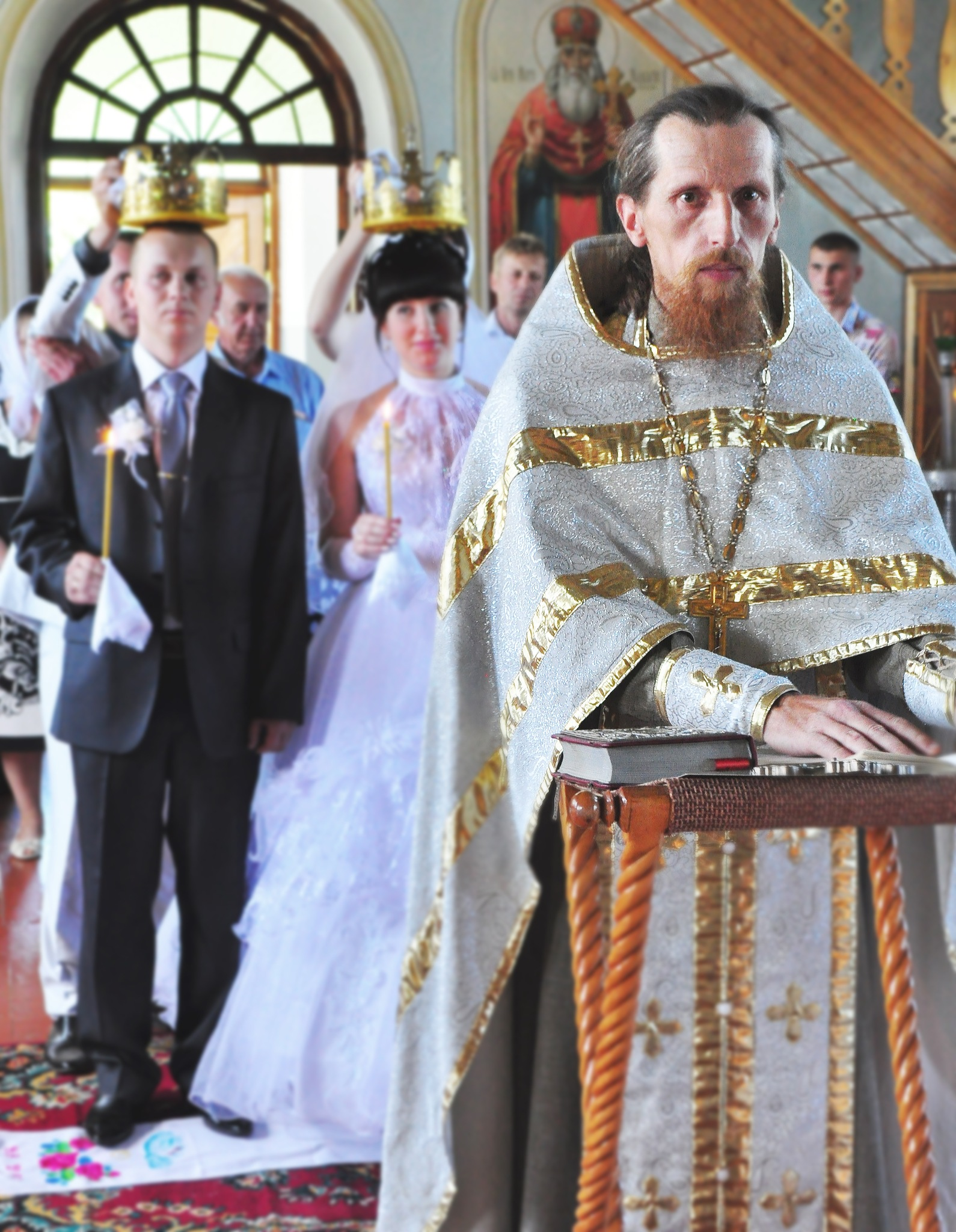
ロシアの正教会の結婚式

ロシアでは現在はもう教会での結婚式も可能だが、今でもソ連時代からの習慣で市役所で通常結婚式を挙げる人たちが多い。同性の付添人が同席し、新郎は黒いタキシード、新婦は白いドレスを着て、結婚行進曲が流れる中で結婚届けにサインして、指輪交換、誓いのキスをする。 その後披露宴は通常レストランで行われ、それが始まる前は必ず新郎の母親の持ってきた「パンと塩」の儀式が行われ、それから料理、お酒、ダンスなどで二人の結婚を祝い、しばしば夜半を過ぎることもある。途中参加者が「Горько!（ゴーリカ！、Во рту горько．口の中が苦いの意味）という掛け声をかけると、甘くするために新郎新婦はキスをする。また、地方によっては参加者が新郎の靴を隠して、それを新郎が追いかけて探すなどのハメをはずす 。

### ギャラリー

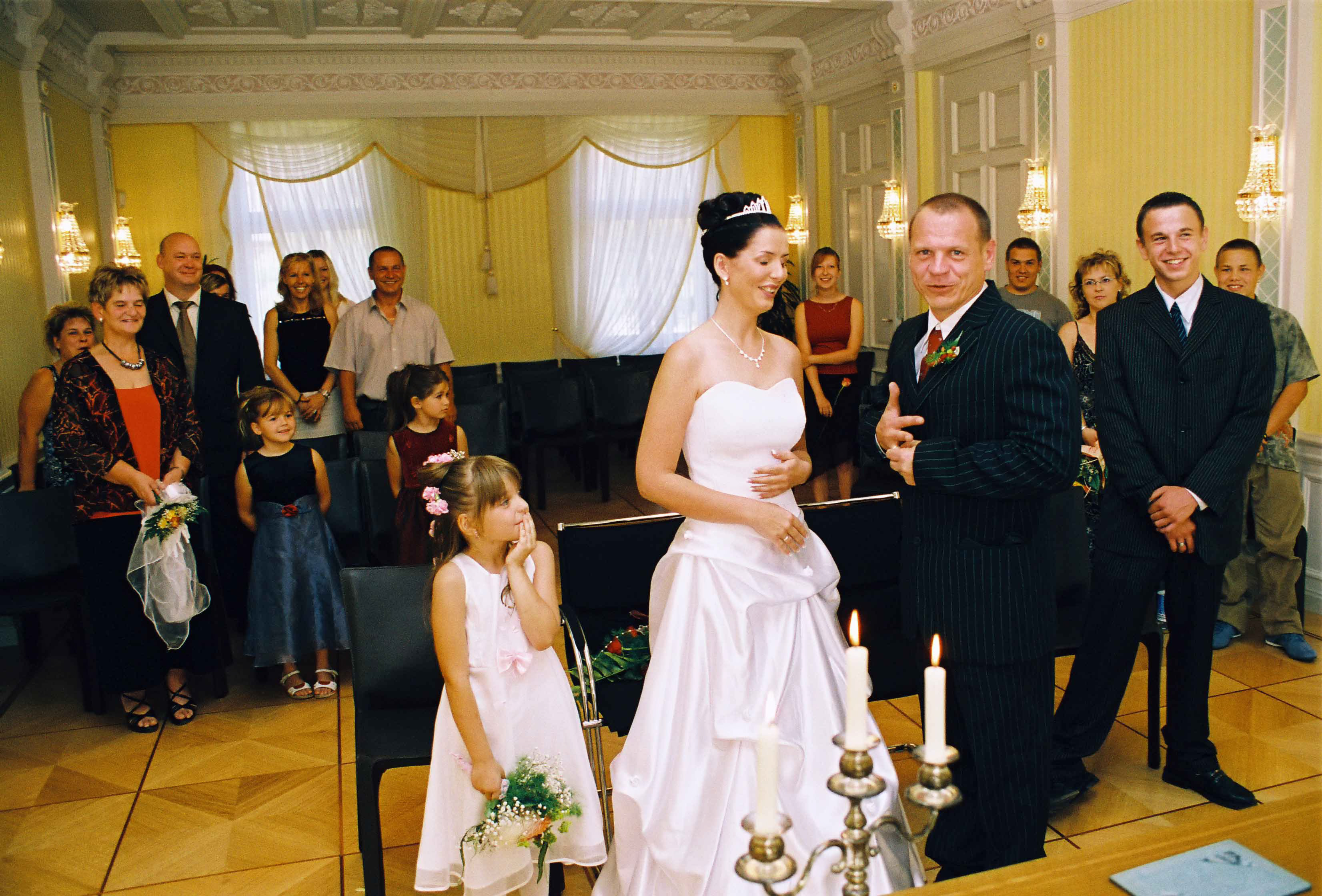
ドイツ人の結婚式（2005年）
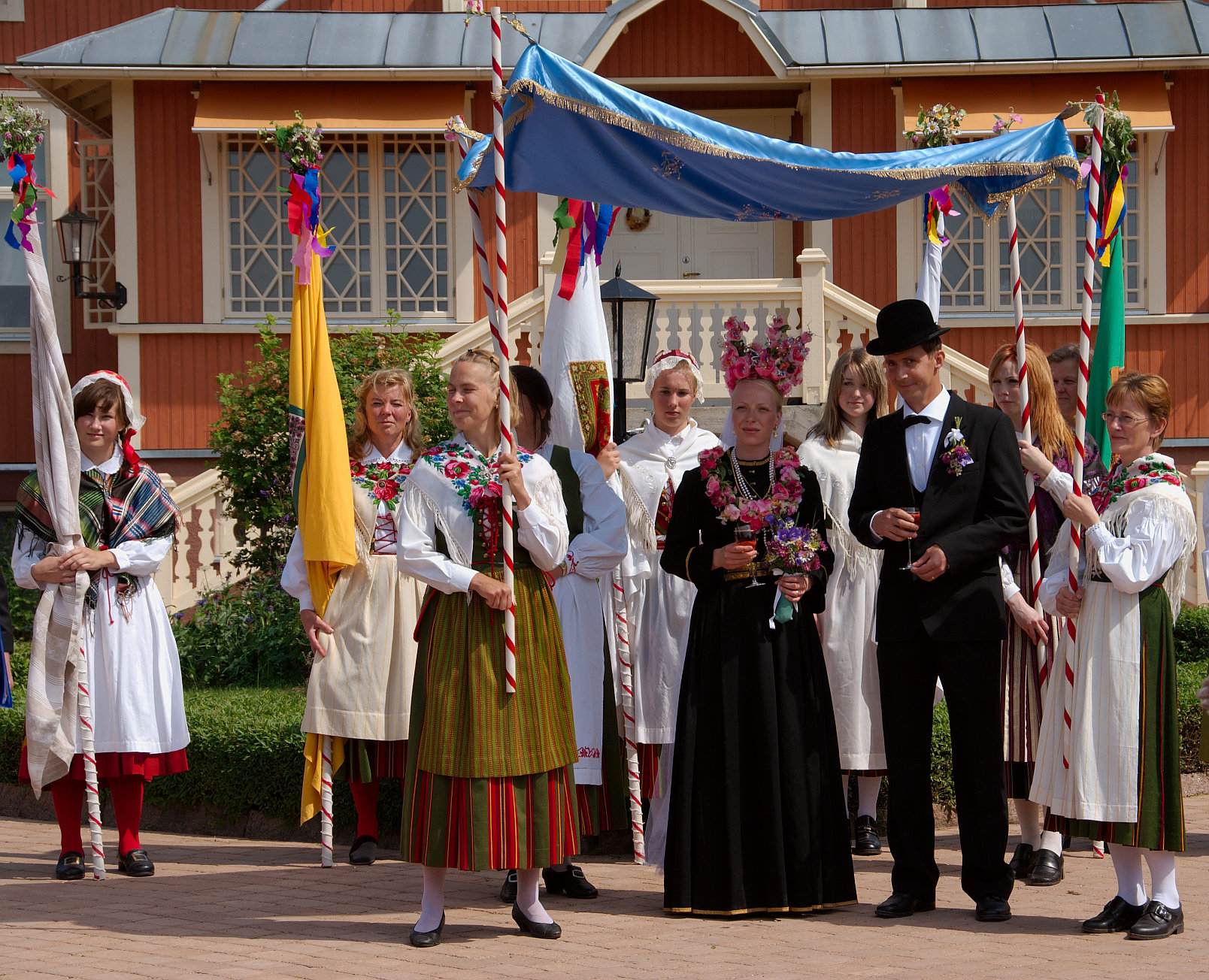
伝統的なフィンランドの結婚式
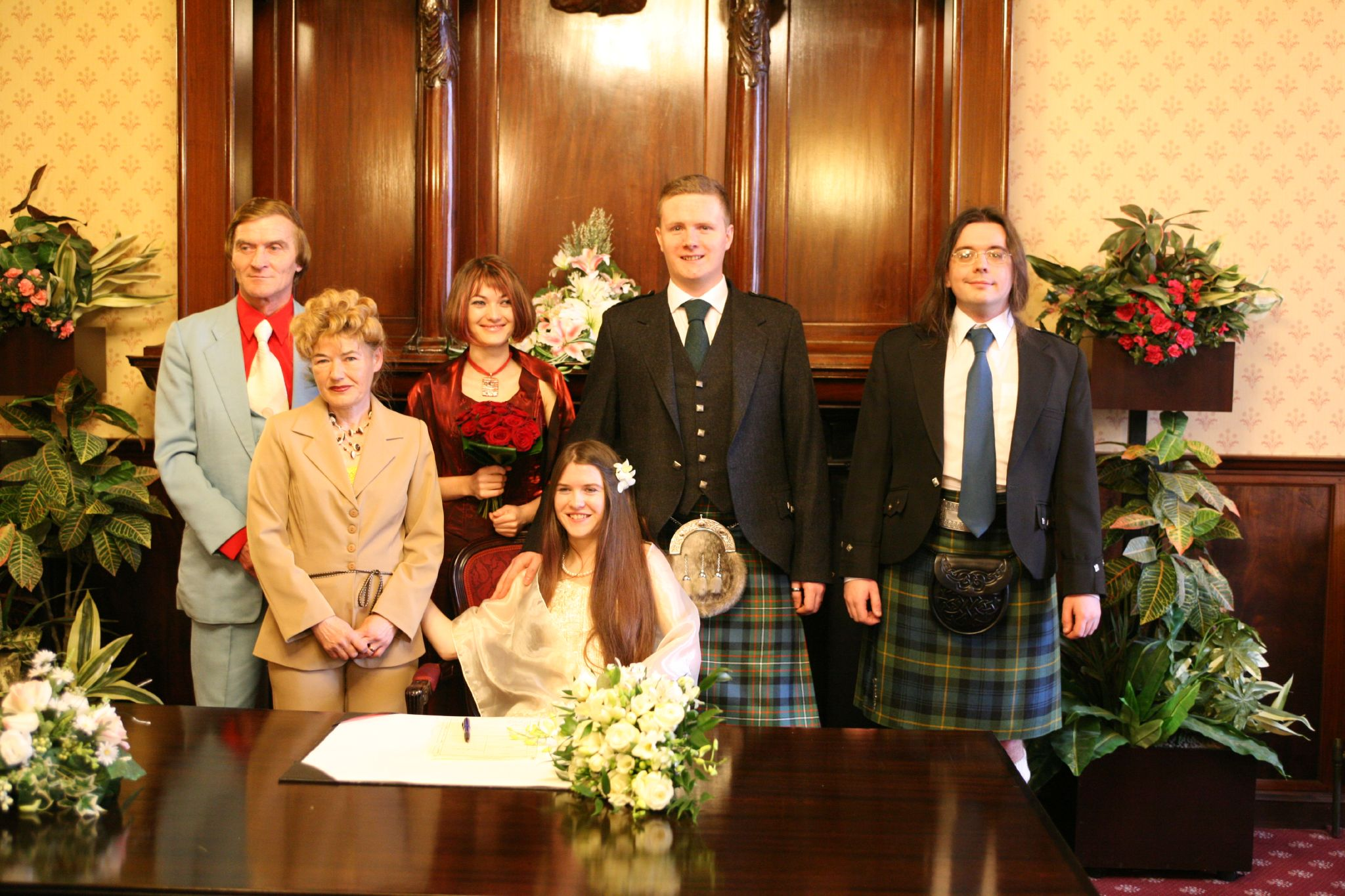
スコットランドの結婚式
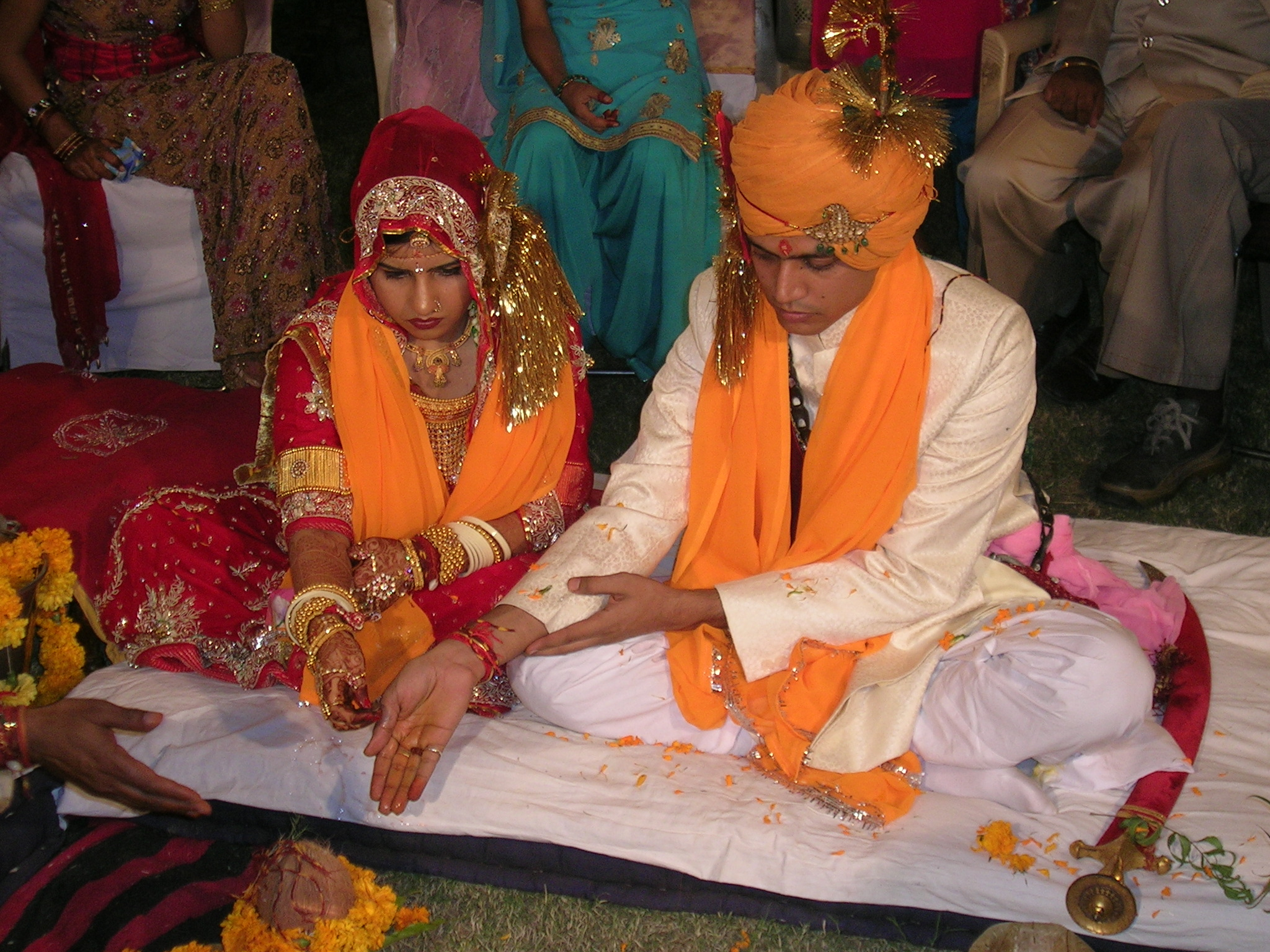
インドでのヒンズー教の結婚式の提供
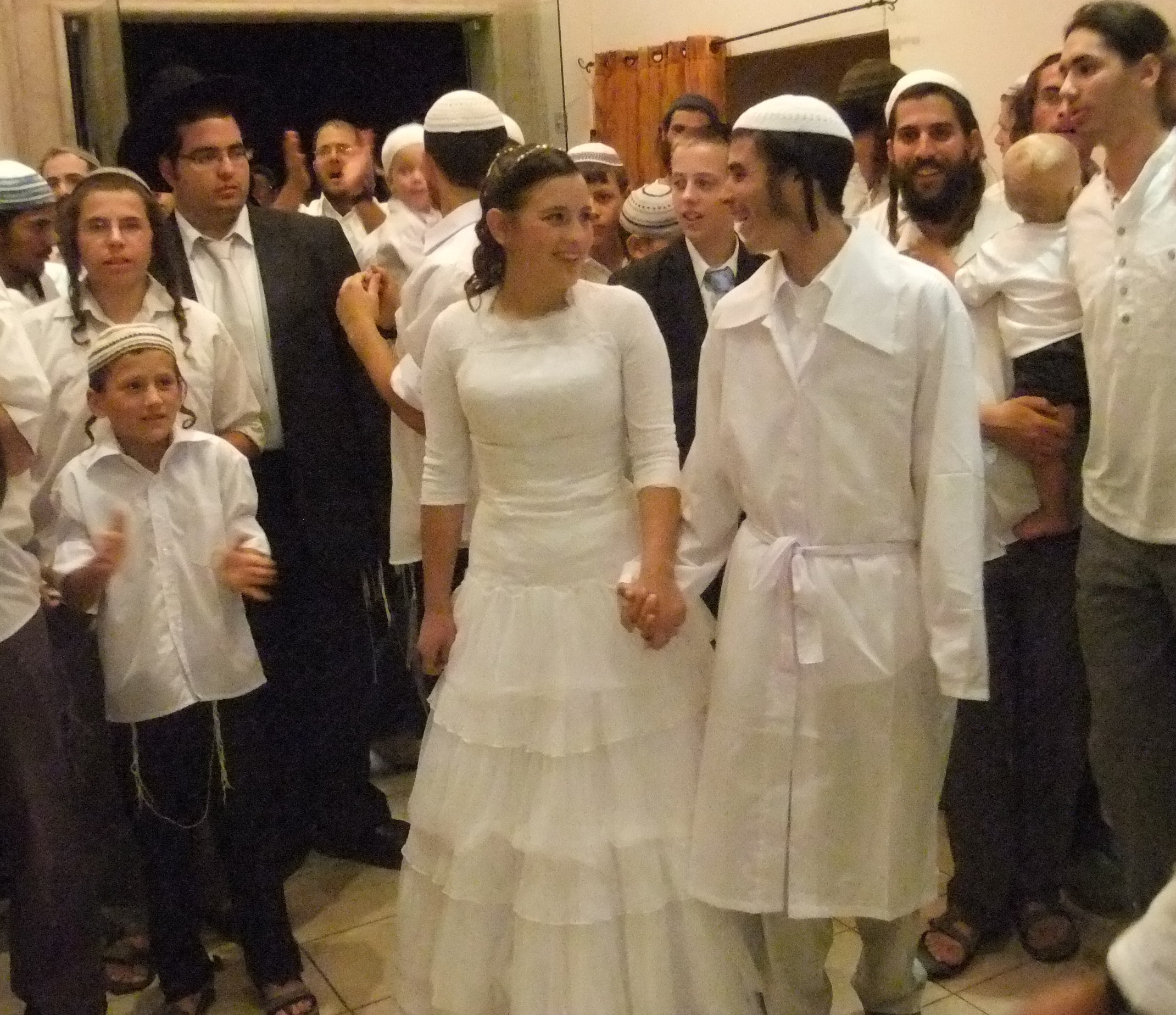
ユダヤ人の結婚式
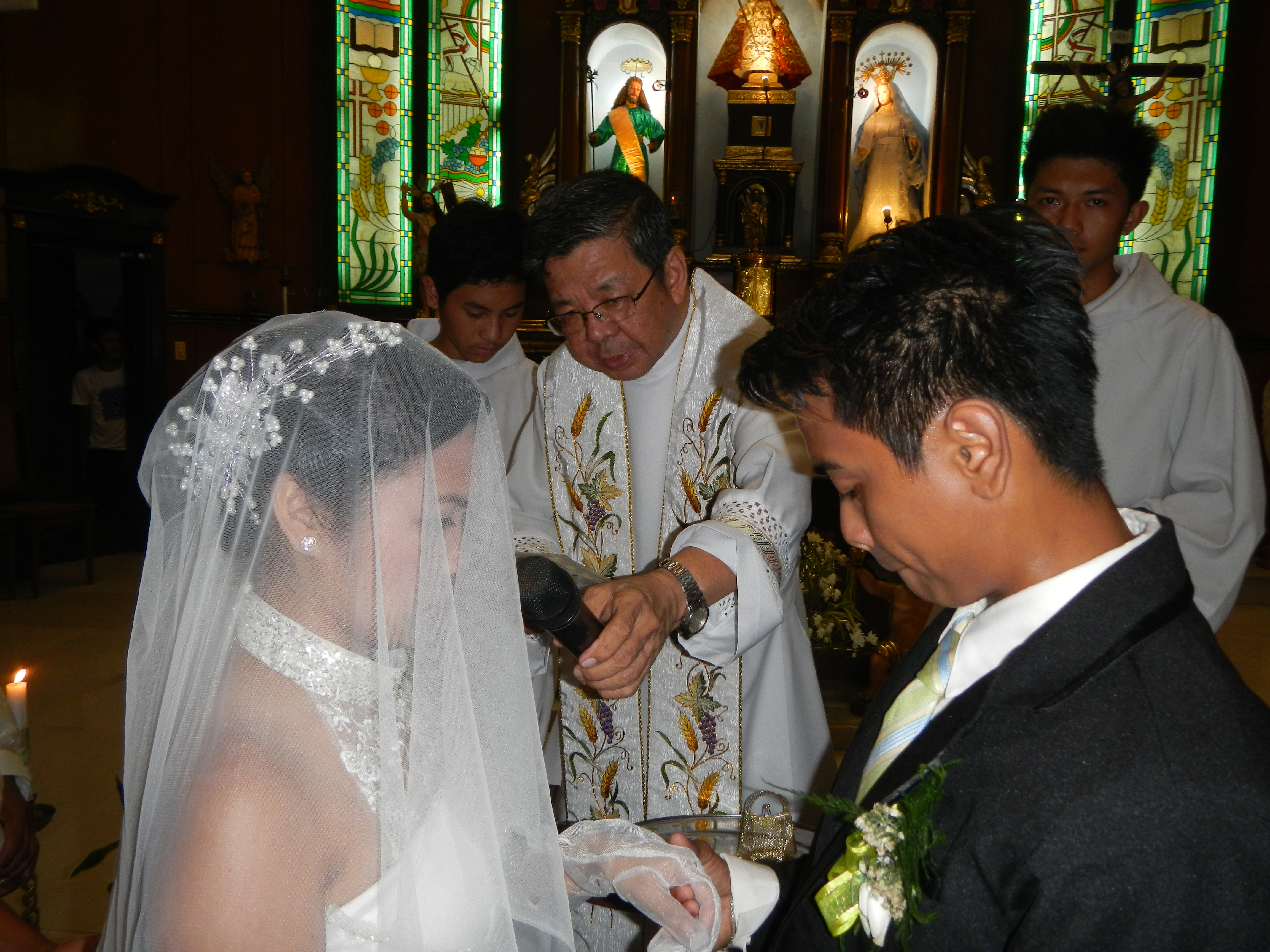
フィリピンの結婚式（カトリック教会）
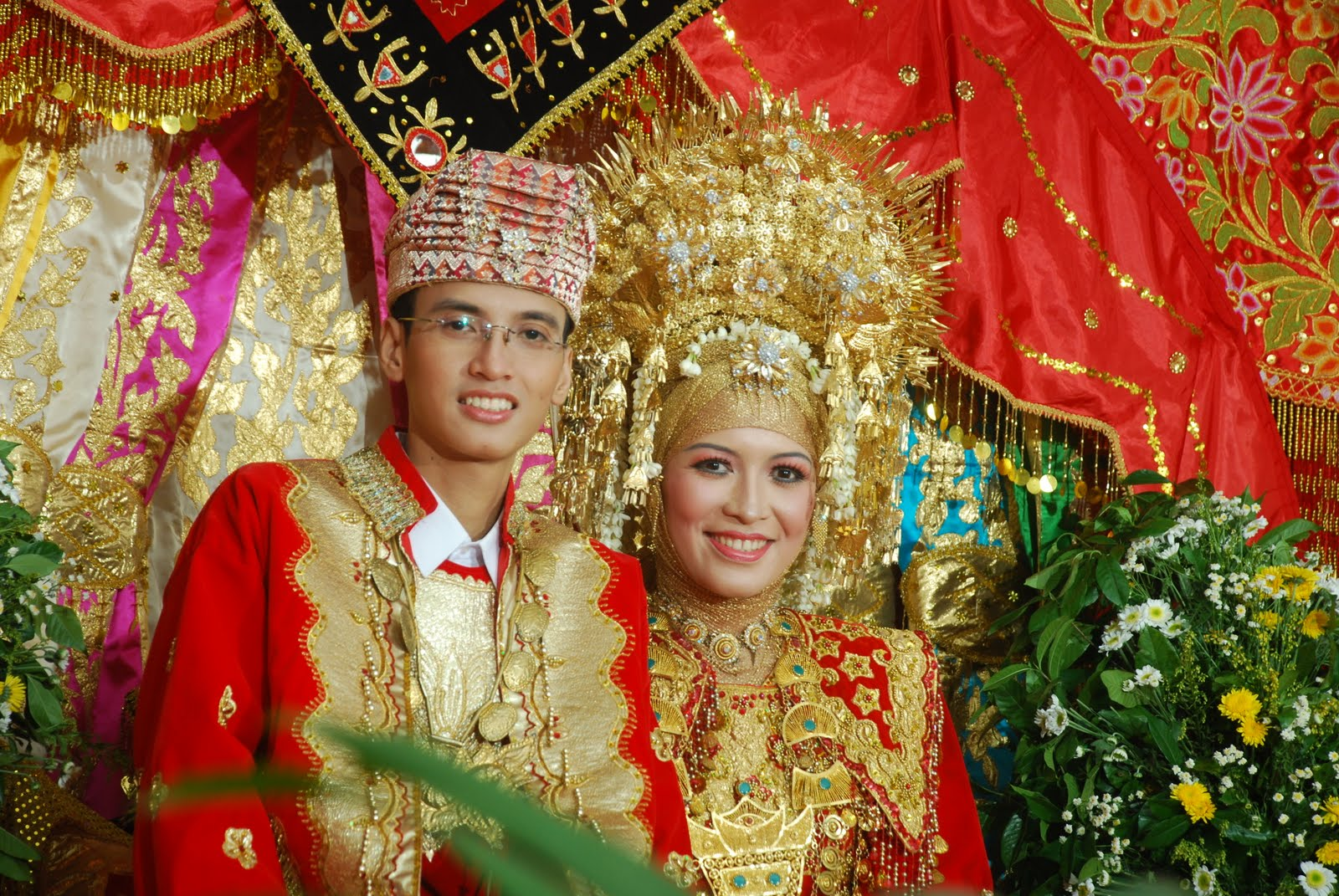
インドネシアの結婚式（ミナンカバウ人）
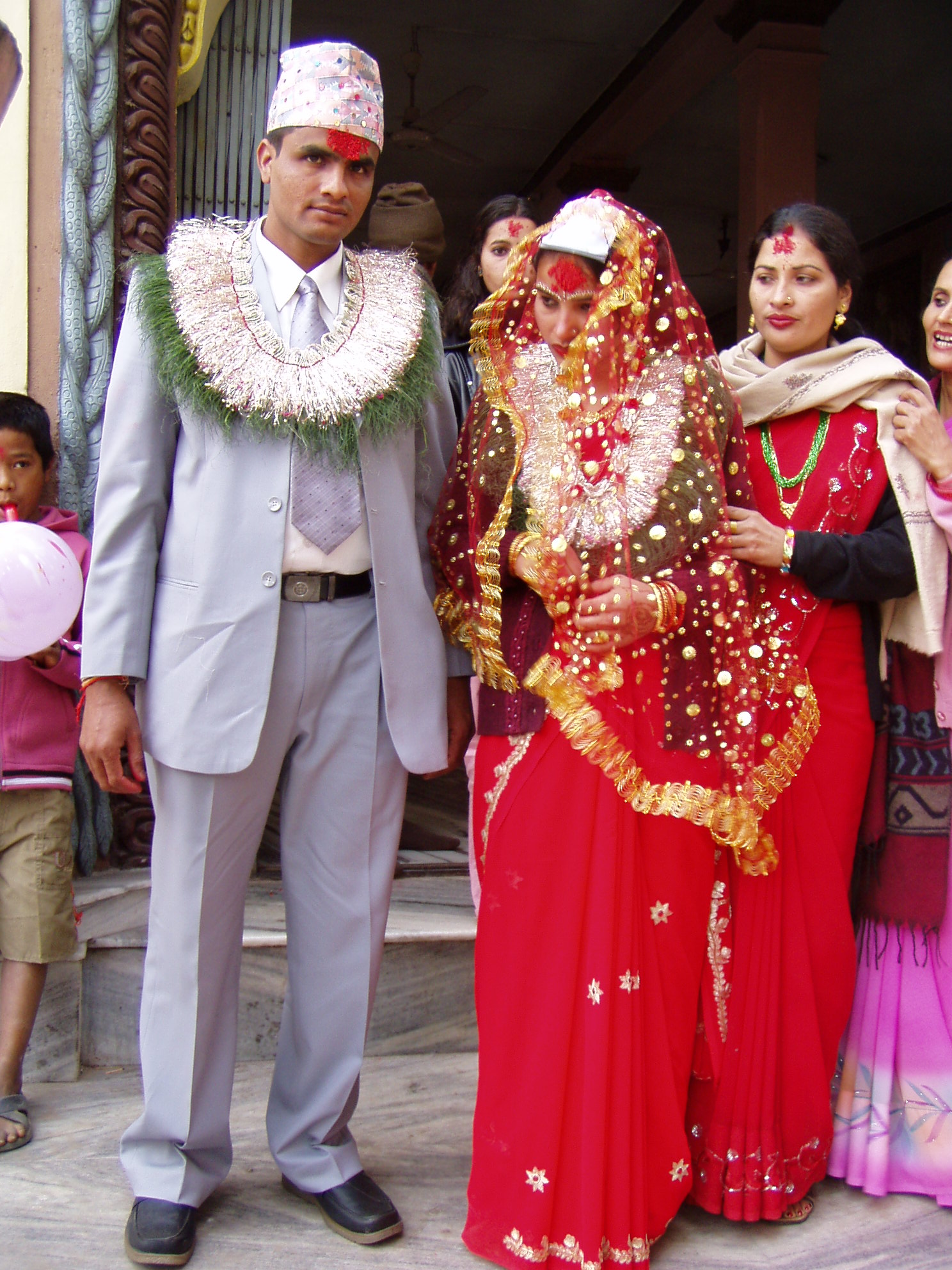
ネパール結婚式
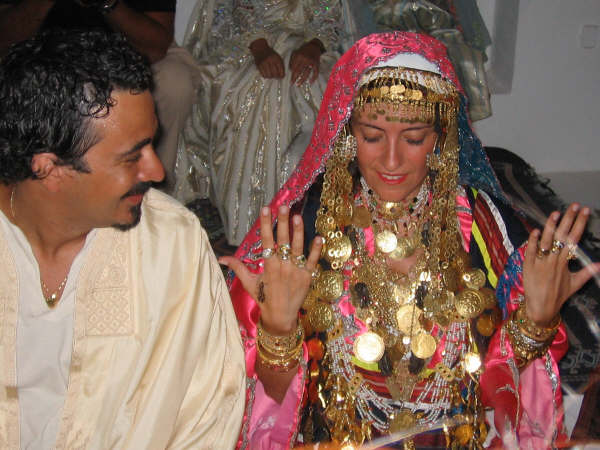
イスラムの結婚式（チュニジア）
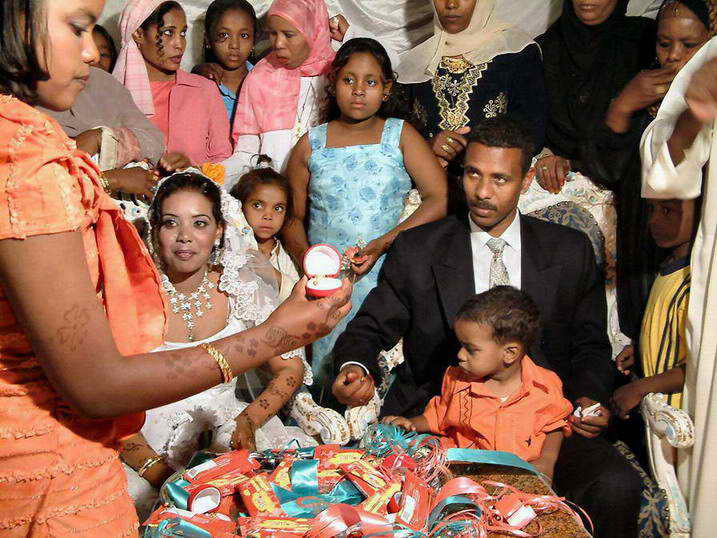
エジプトでヌビアの結婚式
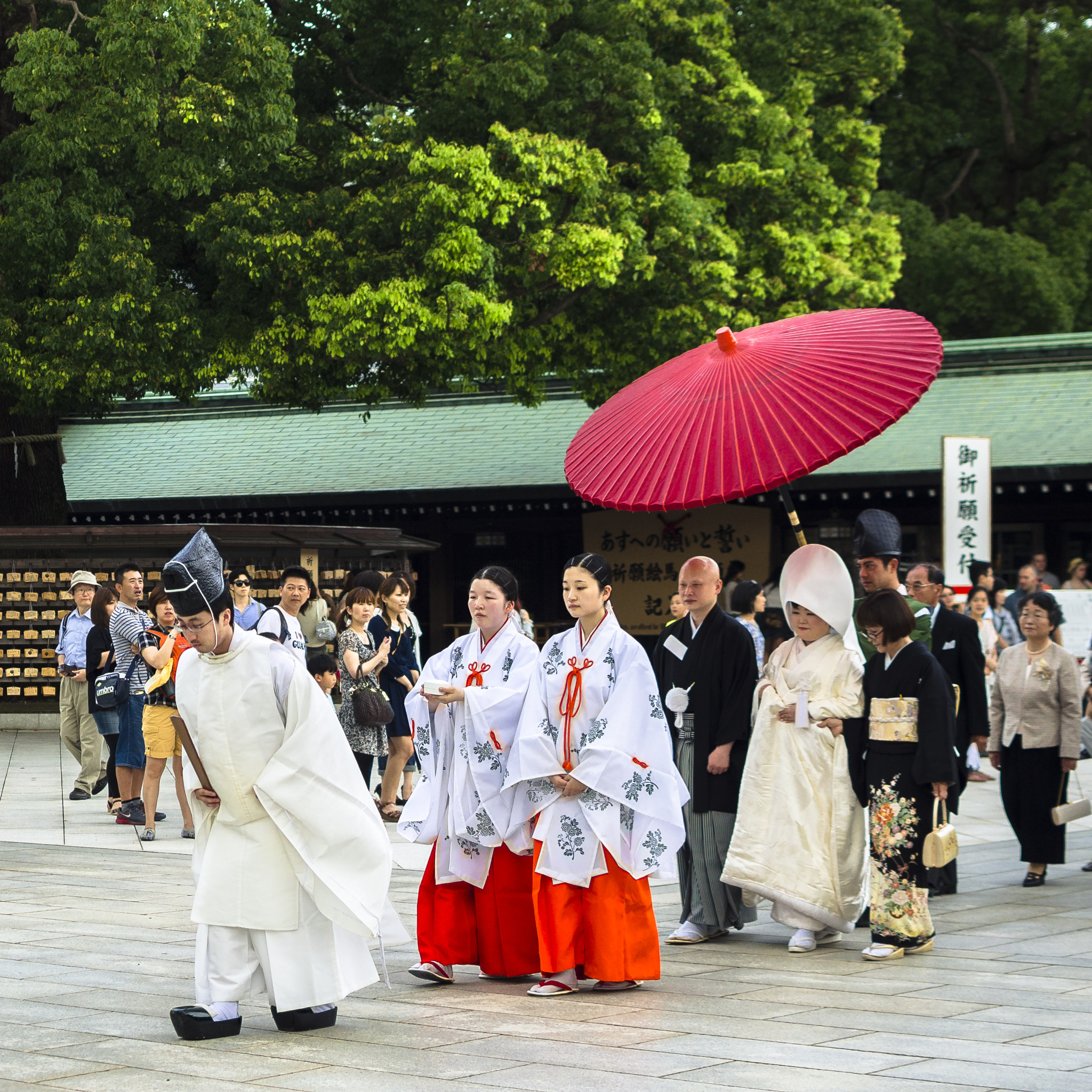
日本の結婚式

### 結婚式にまつわる話
ローマ皇帝の時代
ローマ皇帝クラウディウス2世が戦士の士気の低下をおそれて兵士たちの結婚を禁止したが、ウァレンティヌスは禁令に背いて複数の兵士と恋人の結婚式をおこない絞首刑にされたという。
ヨーロッパの初夜権
ヨーロッパには結婚式に初夜権があったとされ、喜劇オペラのフィガロの結婚の題材となっている。

### 結婚式への攻撃
結婚式は、多かれ少なかれコミュニティ単位で行われるため、交戦内戦状態の地域では対立勢力からの爆撃やテロの対象になりやすい。
- 2010年6月9日 - アフガニスタン南部カンダハール近郊の結婚式会場で爆発。39人が死亡、70人以上が負傷[50]。
- 2013年12月12日 - アルカイーダ系武装組織の活動が活発であったイエメンにて、アメリカ軍の無人攻撃機が結婚式へ向かう車列を空対地ミサイルで誤爆。14人が死亡、24人が負傷[51]。
- 2015年9月28日、10月8日 - 内戦状態にあったイエメンにて、結婚式会場が政府軍もしくはサウジアラビア軍からの空爆を受け、それぞれ131人、30人以上が死亡[52]。
- 2016年8月20日 - トルコ南東部ガズィアンテプ県のクルド人による結婚式会場で自爆攻撃。少なくとも51人が死亡[53]。
- 2019年8月17日 - アフガニスタン、カブール市内の結婚式会場で自爆テロが発生。63人が死亡、190人以上が負傷[54]。

### ロックダウンと結婚式
- 2020年から2021年、イギリスでは新型コロナウイルスの感染拡大のためロックダウン（都市封鎖）が行われた。ロックダウン時には大人数が集まるイベント等が規制され、結婚式も出席者の上限を6人とする制限が加えられた。こうした中、イギリス警察当局はスタンフォード・ヒルの学校講堂で行われていた約400人が出席する結婚式を摘発。出席者の多くが現場から逃げたが5人に各200ポンドの罰金を科された[55]。